# Liste der Verbandsabzeichen der Bundeswehr

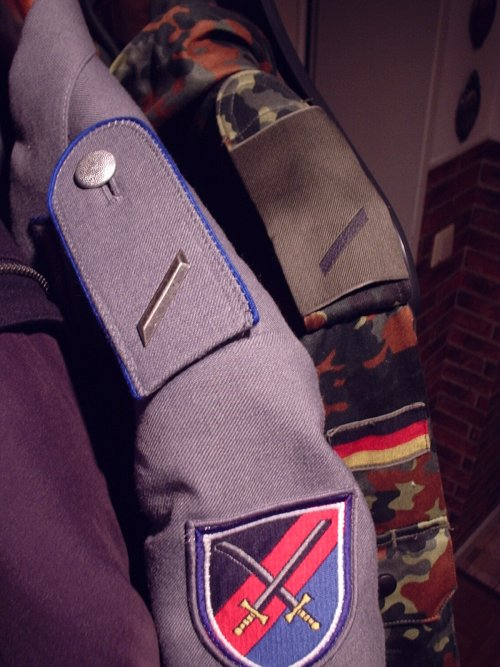
Verbandsabzeichen (hier: Logistikbrigade 100) am Dienstanzug

Verbandsabzeichen als Uniformbestandteil (Nr. 12), dagegen ist das interne Verbandsabzeichen (Nr. 7) freiwillig

Die Liste der Verbandsabzeichen der Bundeswehr gibt einen Überblick über die Verbandsabzeichen der Bundeswehr.
Verbandsabzeichen kennzeichnen die Zugehörigkeit der Heeresuniformträger zu einem Großverband oder besonderen Dienststellen. Marineuniformträger und Luftwaffenuniformträger tragen keine Verbandsabzeichen. Das Verbandsabzeichen wird als gesticktes oder gewebtes Uniformteil am linken Ärmel der Dienstjacke, grau (für Gebirgstruppe: Schibluse) getragen. Hat der eigene Großverband oder Dienststelle kein Verbandsabzeichen, so tragen die Soldaten das Verbandsabzeichen des truppendienstlich übergeordneten Truppenteils. Trageweise und Ausführung sind in der Zentralen Dienstvorschrift (ZDv) 37/10 „Anzugordnung für die Bundeswehr“ geregelt. Schildform fast aller Verbandsabzeichen ist gotisch (Franzosenschild); nur Schilde der Verbandsabzeichen der Gebirgstruppe sind oval. Das Design der Verbandsabzeichen weist meist auf den Stationierungsraum hin und/oder lässt Rückschlüsse auf die Stellung der Dienststelle innerhalb der Bundeswehr zu. Verbandsabzeichen „verwandter“ oder übergeordneter Verbände ähneln sich häufig, so dass häufig auch direkt auf die (ursprüngliche) truppendienstliche Unterstellung geschlossen werden kann. Die Verbandsabzeichen wurden 1962 in die Truppe eingeführt, ähnliche Vorläuferaufnäher gab es bereits zuvor bei Verbänden der Luftlande- und Gebirgstruppe.
Davon zu differenzieren sind die internen Verbandsabzeichen, die meist die Zugehörigkeit zu untergeordneten Truppenteilen kennzeichnen und meist als Anhänger auf der Brusttasche oder als Ärmelaufnäher an der Feldbluse getragen werden. Zu den Verbandsabzeichen zählen auch nicht – wenn nicht in der ZDv 37/10 ausdrücklich anders geregelt – die ähnlich wie interne Verbandsabzeichen verwendeten Abzeichen multinationaler Streitkräfte (NATO) oder multinationaler Einsätze (KFOR, EUFOR, ISAF etc.). Auch Ärmelaufnäher einiger multinationaler Kampfgruppen (z. B. NRF) zählen nicht zu den „eigentlichen“ Verbandsabzeichen der Bundeswehr und werden am Dienstanzug nur neben (am anderen Ärmel) den „regulären“ Verbandsabzeichen der eigentlich personalführenden Stammtruppenteile getragen. Die ZDv definiert aber durchaus einige multinationale, im engeren truppendienstlichen Sinn Personal führende Verbände mit entsprechenden, die rein nationalen Verbandsabzeichen ersetzenden, Verbandsabzeichen (z. B. Deutsch-Französische Brigade, Multinationales Korps Nord-Ost). Bei vielen Marineuniformträgern ist die Zugehörigkeit am Mützenband abzulesen, bei einigen Soldaten der Luftwaffengeschwader am Ärmelband.
Die Darstellung der Verbandsabzeichen folgt hier in Gruppen „verwandter“ Truppenteile. Die Reihenfolge orientiert sich auch an der Bezeichnungssystematik der ursprünglich 12 Divisionen und der 36 ihnen unterstellten ursprünglichen Brigaden des Heeres bis zur Heeresstruktur IV, also etwa 1990. Vgl. dazu → Gliederung des Heeres um 1989. Die Liste spiegelt nicht die tatsächliche Gliederung der Truppenteile wider.

## Bereich BMVg

### Oberste Dienststellen und Zentrale Bereiche
| Verbandsabzeichen | Bundesministerium der Verteidigung Blasonierung: Von einer goldenen Kordel mit eingeflochtenem schwarzen Faden gefasst, geteilt zu Schwarz, Rot, Gold in goldenem Mittelschild ein einköpfiger schwarzer Adler, den Kopf nach rechts gewendet, die Flügel offen, aber mit geschlossenem Gefieder, Schnabel, Zunge und Fänge von roter Farbe (Bundesadler). Bedeutung: Schildteilung wie Flagge Deutschlands; sonst ähnlich Wappen Deutschlands: Adler (→ Bundesadler → deutsches Wappentier ähnlich wie auf deutschen Truppenfahnen); goldene Kordel (→ Stellung auf allerhöchsten Kommandoebene, insbesondere oberhalb der nachgeordneten Territorialkommandos) Anmerkung: Alle Verbandsabzeichen der hoch in der Hierarchie angesiedelten Truppenteile weisen gewisse Ähnlichkeit auf (besonders der Bundesadler), jedoch waren sich die Verbandsabzeichen Bereich des Ministeriums und des Territorialheers besonders ähnlich. Hintergrund ist, dass die Verbände im Territorialheer – im Gegensatz zu den in die NATO-Kommandostruktur eingebundenen Truppenteilen im Feldheer – auch im Verteidigungsfall unter Kommandogewalt des nationalen Befehlshaber im BMVg bzw. beim Bundeskanzler blieben. Dieses Verbandsabzeichen tragen Heeresuniformträger mit Dienstsitz beim BMVg. Beispiel eines entsprechenden Stabes war der Führungsstab des Heeres. In der „Frühphase“ trugen Soldaten beim/im BMVg ein dem letzten Verbandsabzeichen des Heeresführungskommandos (s. u.) gleichendes Verbandsabzeichen.                                                         |
| Verbandsabzeichen | Unterstützungsbereiche BMVg (s. u.) Blasonierung: Von einer silbernen Kordel mit eingeflochtenem schwarzen Faden gefasst, ... Bedeutung: silberne Kordel (→ direkt dem BMVg nachgeordnet, dessen Verbandsabzeichen gold gefasst war); sonst wie oben Anmerkung: Getragen beispielsweise durch Soldaten im Sicherungs- und Versorgungsregiment beim BMVg, darunter auch (noch bis heute) das Wachbataillon BMVg. Silbern gefasste Verbandsabzeichen waren im Feldheer vor 1989 höheren Kommandobehörden und Truppenteilen auf Divisionsebene vorbehalten, die in Größe und hinsichtlich Kommandogewalt nicht annähernd mit den relativ unbedeutenden Truppenteilen im Unterstützungsbereich BMVg vergleichbar waren. Die silberne Kordel zeugt insofern von der direkten Unterstützungsfunktion für das BMVg. Für das Stabsmusikkorps der Bundeswehr und das Wachbataillon BMVg wird dieses Abzeichen stets handgestickt und auch dienstlich geliefert (andere handgestickte Abzeichen werden sonst nicht dienstlich geliefert). Auch getragen beim Logistikamt der Bundeswehr, im Amt für Geoinformationswesen der Bundeswehr, im Logistikzentrum der Bundeswehr, im Kommando Führung Operationen von Spezialkräften, im Kommando Strategische Aufklärung und in den unterstellten Truppenteilen und Dienststellen, im Zentrum Operative Information und in den unterstellten Truppenteilen sowie beim Dienstältesten deutschen Offizier / Deutscher Anteil CIMIC Group NORTH Möglicherweise auch Kommando Territoriale Verteidigung (vgl. unten).                        |
| Verbandsabzeichen | Einsatzführungskommando der Bundeswehr (u. a.) Blasonierung: Doppelt bordiert, außen ein roter Bord, innen ein Bord in Form einer goldenen Kordel mit eingeflochtenem schwarzen Faden, .... Bedeutung: Goldene Kordel (→ oberste Führungsbehörde für Truppenteile im Einsatz und angesiedelt beim Generalinspekteur auf Ebene des BMVg); roter Bord (→ Bedeutung unklar, möglicherweise Anlehnung an Verbandsabzeichen der Zentralen Militärischen Dienststellen → Dienststellen mit diesem Verbandsabzeichen erfüllen häufig teilstreitkräftegemeinsame, zentrale Aufgaben); sonst wie oben Anmerkung: auch getragen bei dem Einsatzführungskommando der Bundeswehr unterstellten Stabs- und Fernmeldebataillon, im Streitkräfteunterstützungskommando, an den Universitäten der Bundeswehr, Personalamt der Bundeswehr und in den unterstellten Dienststellen, in der Stammdienststelle der Bundeswehr, beim Deutschen Militärischen Vertreter im Militärausschuss der NATO, bei der Europäischen Union und der Westeuropäischen Union und in den unterstellten Deutschen Anteilen bei Dienststellen der NATO und der Europäischen Union, bei der Bundesakademie für Sicherheitspolitik, im Bereich des Militärischen Abschirmdienstes und Amt für Militärkunde, im Bundesamt für das Personalmanagement der Bundeswehr, im Bundesamt für Ausrüstung, Informationstechnik und Nutzung der Bundeswehr, beim Bundesamt für Infrastruktur, Umweltschutz und Dienstleistungen der Bundeswehr, im Kommando Streitkräftebasis, bei der Bundesakademie für Sicherheitspolitik. |
| Verbandsabzeichen | Zentrale Militärische Dienststellen, Streitkräfteamt, Zentrum Innere Führung, Führungsakademie der Bundeswehr Blasonierung: Rot bordiert, ... Bedeutung: Roter Bord (→ Bedeutung unklar, möglicherweise Anlehnung an roten Schild der Verbandsabzeichen der Dienststellen ähnlich dem Heeresamt, da die Zentralen Militärischen Dienststellen eine die Streitkräfte unterstützende Bedeutung hatten); sonst wie oben |
| Verbandsabzeichen | Zentrale Sanitätsdienststellen Blasonierung: Blau bordiert, ... Bedeutung: Blau (→ Waffenfarbe der Sanitätstruppe); sonst wie oben Anmerkung: die blaue Farbe wird bei den (neuen) Verbandsabzeichen des Zentralen Sanitätsdienst prominent fortgeführt. Auch Verbandsabzeichen der Sanitätslehrtruppenteile griffen die Waffenfarbe auf |
| Verbandsabzeichen | Kommando Operative Führung Eingreifkräfte, Multinationales Kommando Operative Führung Blasonierung: Von einer goldenen Kordel mit eingeflochtenem schwarzen Faden gefasst, geteilt zu Schwarz, Rot, Gold in silbernem Mittelschild mit zu Weiß und Schwarz geteiltem Bord ein schwarzes Tatzenkreuz dessen Arme von schwarzen Strichen begleitet werden (ähnlich Eisernes Kreuz). Bedeutung: Goldene Kordel (→ möglicherweise wegen ähnlicher Aufgaben zur Führung von Truppenkontingente im Ausland wie Einsatzführungskommando und Ansiedlung auf ähnlich hoher Kommandoebene); Eisernes Kreuz (→ traditionelles Hoheitszeichen deutscher Streitkräfte → geht zurück auf preußische Kriegsauszeichnung → schwarz/silber: wie Flagge Preußens); sonst wie oben |
| Verbandsabzeichen | Planungsamt der Bundeswehr Blasonierung: Von einer silbernen Kordel mit eingeflochtenem schwarzen Faden gefasst, geteilt zu Schwarz, Rot, Gold in silbernem Mittelschild mit bordeauxrotem Bord ein schwarzes Fensterrautenkreuz Bedeutung: Silberne Kordel (→ dem BMVg nachgeordnet); Rautenkreuz (→ die Fensterrauten bilden ein stilisiertes Eisernes Kreuz (→ vgl. oben) und verdeutlichen die geistige Offenheit.); bordeauxrote Umrandung (→ Bedeutung unbekannt); sonst wie oben Anmerkung: Eingeführt Januar 2014. Die Rauten stammen aus dem internen Verbandsabzeichen der Vorgängerdienststelle Zentrum für Transformation der Bundeswehr. Bei den in der Truppe getragenen Ärmelaufnähern des Amtes wird der Schild fast ausschließlich in Grau (statt Weiß oder mittels echt-silbernen Metallfäden) dargestellt. |

## Höhere Dienststellen Streitkräftebasis
Im Januar 2014 wurden für die Fähigkeitskommandos der Streitkräftebasis und für das Kommando Strategische Aufklärung neue Verbandsabzeichen eingeführt. Erstmals führen diese Dienststellen eigene Verbandsabzeichen. In ihrer Gestaltung lehnen sie sich an die Verbandsabzeichen im Bereich der obersten Dienststellen (Vgl. oben) an, da sie unmittelbar unterhalb des BMVg (Führungs-)Unterstützungsaufgaben zentral für die Bundeswehr übernehmen. Die farbigen Borde greifen häufig auf die Waffenfarben der unterstellten Dienststellen zurück. Dies ähnelt beispielsweise der Systematik der Verbandsabzeichen der Truppenschulen und im Heerestruppenkommando (vgl. unten).
| Verbandsabzeichen | Logistikkommando der Bundeswehr Blasonierung: Doppelt bordiert, außen ein mittelblauer Bord, innen ein Bord in Form einer silbernen Kordel mit eingeflochtenem schwarzen Faden, geteilt zu Schwarz, Rot, Gold in goldenem Mittelschild ein einköpfiger schwarzer Adler, den Kopf nach rechts gewandt, die Flügel offen, aber mit geschlossenem Gefieder, Schnabel, Zunge und Fänge von roter Farbe (Bundesadler). Bedeutung: Schildteilung wie Flagge Deutschlands; sonst ähnlich Wappen Deutschlands: Adler (→ Bundesadler → deutsches Wappentier ähnlich wie auf deutschen Truppenfahnen); silberne Kordel (→ Stellung unterhalb des BMVg); blauer Bord (→ Waffenfarbe der Logistiktruppe) Anmerkung: eingeführt Januar 2014 |
| Verbandsabzeichen | Territoriales Führungskommando der Bundeswehr Blasonierung: Doppelt bordiert, außen ein weißer Bord, . Bedeutung: weißer Bord (→ neutrale Farbe, weil unterstellte Truppenteile verschiedenfarbige Waffenfarben aufweisen. Nicht zu verwechseln mit der Waffenfarbe des Militärmusikdienstes); sonst wie oben Anmerkung: eingeführt Januar 2014 |

## Höhere Dienststellen Cyber- und Informationsraum
Der Cyber- und Informationsraum (CIR) der Bundeswehr wurde am 5. April 2017 als eigenständiger militärischer Organisationsbereich aufgestellt.
| Verbandsabzeichen | Kommando Informationstechnik der Bundeswehr Blasonierung: Doppelt bordiert, außen ein zitronengelber Bord, . Bedeutung: zitronengelber Bord (→ Waffenfarbe der Führungsunterstützung / Fernmeldetruppe); sonst wie oben Anmerkung: eingeführt Januar 2014 für das 2017 in Kommando Informationstechnik der Bundeswehr umbenannte Führungsunterstützungskommando der Bundeswehr |
| Verbandsabzeichen | Kommando Strategische Aufklärung Blasonierung: Doppelt bordiert, außen ein goldgelber Bord, . Bedeutung: goldgelber Bord (→ Waffenfarbe der Heeresaufklärungstruppe); sonst wie oben Anmerkung: eingeführt Januar 2014 mit den Verbandsabzeichen der neuen Fähigkeitskommandos der Streitkräftebasis                                                                           |

## Höhere Kommandobehörden im Heer
| Verbandsabzeichen | Heeresführungskommando (u. a.) Blasonierung: Von einer goldenen Kordel mit eingeflochtenem schwarzen Faden gefasst, in Gold ein einköpfiger schwarzer Adler, den Kopf nach rechts gewendet, die Flügel offen, aber mit geschlossenem Gefieder, Schnabel, Zunge und Fänge von roter Farbe (Bundesadler). Bedeutung: Ähnlich Wappen Deutschlands: Adler (→ Bundesadler → deutsches Wappentier ähnlich wie auf deutschen Truppenfahnen); goldene schwarzdurchwirkte Kordel (→ Stellung in der Hierarchie oberhalb der Divisionen (Divisionsverbandsabzeichen waren von einer silbernen Kordel eingefasst)) Anmerkung: Verbandsabzeichen des neu aufgestellten Heeresführungskommandos übernahm Gestaltung der Verbandsabzeichen der (im Folgenden aufgelösten) Korps (siehe unten). Daher verweisen auch hier Tingierung und Bundesadler auf die Nähe zu den Truppenteilen im Bereich des BMVg, die ähnliche gestaltete Verbandsabzeichen aufwiesen. Typisch für das (Feld-) Heer war allerdings der goldene Schild des Verbandsabzeichens, der die Verbandsabzeichen des Heeresführungskommandos (wie zuvor auch das der Korps und Panzerregimenter) von den Verbandsabzeichen im Bereich des BMVg sowie den Truppenteilen unter dessen Kommando im Bereich des Territorialheeres abhob, denn letztere wiesen statt des goldenen Hauptschilds meist einen wie bei der Bundesflagge geteilten Hauptschild auf. Ab wann diese Version des Verbandsabzeichen getragen wurde, ist unklar. In älteren ZdV bis 2008 sind andere Varianten (s. u.) beschrieben. Um 2009 und später (bis zur Außerdienststellung des Kommandos) ist aber nur noch diese gold gefasste Variante anzutreffen. Getragen auch bei Gefechtsübungszentrum des Heeres, Gefechtssimulationszentrum des Heeres. In der „Frühphase“ der Verbandsabzeichen (also lange vor Aufstellung des Heeresführungskommandos) allgemein auch Soldaten beim/im BMVg |
| Verbandsabzeichen | Heeresführungskommando (Variante 1) Blasonierung: Rot bordiert, ... Bedeutung: roter Bord (→ Bedeutung unbekannt); sonst wie oben Bemerkung: Diese Variante des Verbandsabzeichens wird in der ZdV zwischen 1996 und 2003 ausdrücklich beschrieben. Ob diese Variante jedoch überhaupt hergestellt und getragen wurde, ist zweifelhaft. |
| Verbandsabzeichen | Heeresführungskommando (Variante 2) Blasonierung: Von einer silbernen Kordel mit eingeflochtenem schwarzen Faden gefasst, ... Bedeutung: silberne Kordel (→ möglicherweise als Hinweis, dass das Heeresführungskommando unterhalb des Führungsstabes des Heeres (goldene Kordel) auf derselben Hierarchiestufe wie das Heeresamt stand, Letzteres ebenfalls mit einem silbern gefassten Verbandsabzeichen); sonst wie oben Bemerkung: Diese Variante des Verbandsabzeichens wird in der ZdV (Neudruck 2008) ausdrücklich beschrieben. Ob diese Variante jedoch überhaupt hergestellt und getragen wurde, ist zweifelhaft. |
| Verbandsabzeichen | Kommando Heer Blasonierung: Von einer goldenen Kordel mit eingeflochtenem schwarzen Faden gefasst, in Silber zwei schräggekreuzte goldene zweischneidige Schwerter mit goldenem Heft, schwarzer Parierstange, schwarzer, ganzer Griffkappe und rundem Knauf, belegt mit einem einköpfigen schwarzen Adler, den Kopf nach rechts gewendet, die Flügel offen, aber mit geschlossenem Gefieder, Schnabel, Zunge und Fänge von roter Farbe (Bundesadler) unten begleitet von einem schwarzen Tatzenkreuz mit silbernem inneren Rand (Eisernes Kreuz) und äußerem schwarzen Rand. Bedeutung: Adler (→ wie oben, siehe Heeresführungskommando); goldene Kordel (→ nach Einnahme Struktur HEER2011 oberste Dienststelle im Heer → daher einziges goldgefasstes Verbandsabzeichen im Heer – alle nachgeordneten Dienststellen mit silberngekordelten Verbandsabzeichen); Schwerter (wie unten, siehe Heeresamt. Griff der Schwerter sehr ähnlich den Schirmmützen des Heeres); Eisernes Kreuz (→ traditionelles Hoheitszeichen deutscher Streitkräfte → geht zurück auf preußische Kriegsauszeichnung → schwarz/silber: wie Flagge Preußens) Anmerkung: Bei den in der Truppe getragenen Ärmelaufnähern der Division wird der Schild fast ausschließlich in Grau (statt Weiß oder mittels echt-silbernen Metallfäden) dargestellt. Das Verbandsabzeichen verstößt gegen heraldische Farbregeln, da Gold (Schwerter) großflächig an Silber (Schild) grenzt. Erstmals weicht dieses Verbandsabzeichen vom sonst üblichen Grundschema „Bundesadler in goldenem Feld“ ab, wie es sonst für Kommandobehörden im Feldheer typisch war. Möglicherweise wird neben heraldischen Überlegungen damit dem Umstand Rechnung getragen, dass das Kommando Heer nicht nur in Tradition zum Heeresführungskommando steht (goldener Schild), sondern als Kommando neuen Typs zur Aufstellung auch Teile des Heeresamtes und des Führungsstabes des Heeres herangezogen wurden. Wohl auch daher werden hier die sonst getrennten Figuren Adler und Schwerter – also Elemente der Verbandsabzeichen eben jener Truppenteile – erstmals in einem Verbandsabzeichen miteinander kombiniert. |
| Verbandsabzeichen | Amt für Heeresentwicklung (vorher: Heeresamt, davor: Truppenamt) Blasonierung: Von einer silbernen Kordel mit eingeflochtenem schwarzen Faden gefasst, in Rot zwei schräggekreuzte silberne zweischneidige Schwerter mit goldenen Heft, goldener, gerader Parierstange und rundem, goldenen Knauf. Bedeutung gekreuzte Schwerter (→ altes Symbol für Heere weltweit, vgl. die Schirmmützen des Heeres); silberne Kordel (→ Stellung unterhalb der Dienststellen im BMVg, deren Verbandsabzeichen – z. B. das des Führungsstabes des Heeres – golden gefasst waren) Anmerkung: Dieses Verbandsabzeichen ist der „Prototyp“ fast aller Verbandsabzeichen der (ehemals) im Bereich des Heeresamtes angesiedelten Truppenteile und Dienststellen bis hinunter zu den Truppenschulen und Lehrtruppenteilen, die allesamt ähnliche Ärmelaufnäher aufwiesen. Später zogen die gekreuzten Schwerter auch ins Verbandsabzeichen der Truppenteile im Bereich Heerestruppenkommando (Heerestruppenbrigade), sowie Heeresunterstützungskommando, Heeresführungskommando und Kommando Heer ein. Auch Multinationales Korps Nord-Ost und LANDJUT zeigen dieses Motiv. Das später aus Teilen des aufgelösten Heeresamtes gebildete Amt für Heeresentwicklung übernahm dieses Verbandsabzeichen. Auch das Verbandsabzeichen des ebenfalls aus Teilen des Heeresamtes gebildeten Ausbildungskommando weicht heraldisch kaum von diesem Verbandsabzeichen ab. Die gekreuzten Schwerter sind daher eines der häufigst benutzten Motive der Heraldik der Bundeswehr. |
| Verbandsabzeichen | Ausbildungskommando, Gefechtsübungszentrum des Heeres, Gefechtssimulationszentrum des Heeres Blasonierung: ... unten begleitet von einem silbernen lateinischen Großbuchstaben A Bedeutung wie Heeresamt. A für Ausbildung Anmerkung: Das aus Teilen des Heeresamtes gebildete Kommando und weitere Ausbildungseinrichtungen übernahmen dessen Verbandsabzeichen fast völlig. Der zusätzlich aufgenommene Buchstabe steht für die Funktion als Dienststelle, die die Ausbildungseinrichtungen des Heeres führt. Im übrigen ähnelt das Design des Verbandsabzeichen des Ausbildungskommandos damit nicht nur seinem „Schwestertruppenteil“ Amt für Heeresentwicklung, sondern auch den Verbandsabzeichen der unterstellten Schulen, die statt des A ein S für Schule im Verbandsabzeichen führen. |
| Verbandsabzeichen | Stammdienststelle des Heeres Blasonierung: ... unten begleitet von drei silbernen, lateinischen Großbuchstaben S D H. Bedeutung: SDH (→ StammDienststelle des Heeres); sonst wie Heeresamt (→ war dem Heeresamt unterstellt) |
| Verbandsabzeichen | Logistikzentrum des Heeres (vorher: Kommando Depotorganisation, Materialamt des Heeres) Blasonierung: ... unten begleitet von einer silbernen Granate mit goldenen Flammen. Bedeutung: Granate (→ Aufgabe war u. a. die Lagerhaltung von Munition in den (Munitions-) Depots in allen Wehrbereichen); sonst wie Heeresamt (→ war dem Heeresamt unterstellt) Anmerkung: Ähnliche Granaten werden in westlichen Armeen häufig im Zusammenhang mit (Panzer-) Grenadierverbänden in Wappen dargestellt. |
| Verbandsabzeichen | Heeresunterstützungskommando Blasonierung: Von einer silbernen Kordel mit eingeflochtenem schwarzen Faden gefasst, in Blau zwei schräggekreuzte silberne zweischneidige Schwerter mit goldenem Heft, goldener, gerader Parierstange und goldenem rundem Knauf. Bedeutung: Blauer Schild (→ in Masse Truppenteile der Logistiktruppe und Sanitätstruppe, beide mit der Waffenfarbe Blau); sonst wie Heeresamt Bemerkung: Ähnlichkeit zum Verbandsabzeichen des Heeresamts war ein Hinweis darauf, dass das Heeresunterstützungskommando neben dem Heeresführungskommando eine dritte Säule des Heeres war und wie das Heeresamt zur Unterstützung der kämpfenden Truppe vorgesehen war. Motivwahl und blauer Schild werden später bei den Verbandsabzeichen des ähnlich konzipierten Heerestruppenkommandos wieder aufgegriffen. |

Hinweis: Für den Führungsstab des Heeres siehe oben

## Territorialorganisation

### Kommando Territoriale Verteidigung
| Verbandsabzeichen | Kommando Territoriale Verteidigung Blasonierung: Von einer silbernen Kordel mit eingeflochtenem schwarzen Faden gefasst, von Schwarz, Rot, Gold schräglinks geteilt, ein einköpfiger schwarzer Adler, den Kopf nach rechts gewendet, die Flügel offen, aber mit geschlossenem Gefieder, Schnabel, Zunge und Fänge von roter Farbe (Bundesadler) Bedeutung: Schildteilung wie Flagge Deutschlands; sonst ähnlich Wappen Deutschlands: Adler (→ Bundesadler → deutsches Wappentier ähnlich wie auf deutschen Truppenfahnen); silberne schwarzdurchwirkte Kordel (→ Stellung unterhalb des BMVg, dessen beim BMVg dienenden Soldaten ein von einer goldenen Kordel gefassten Schild trugen) Anmerkung: ähnlich wie Wappen der „nachfolgenden“ Territorialkommandos. Alle Verbandsabzeichen der hoch in der Hierarchie angesiedelten Truppenteile gewisse Ähnlichkeit auf (besonders der Bundesadler), jedoch waren sich die Verbandsabzeichen im Territorialheer mit Ausnahme der Heimatschutzbrigaden (siehe unten) besonders ähnlich. Gleichzeitig weisen sie auch große Ähnlichkeiten zu den Verbandsabzeichen im Bereich des BMVg auf. Hintergrund ist, dass die Verbände im Territorialheer – im Gegensatz zu den in die NATO-Kommandostruktur eingebundenen Truppenteilen im Feldheer – auch im Verteidigungsfall unter Kommandogewalt des nationalen Befehlshaber im BMVg bzw. beim Bundeskanzler blieben. Obwohl das Kommando Territoriale Verteidigung in Größe und Stellung in der Hierarchie mindestens mit den Korps des Feldheeres vergleichbar waren, erhielten sie nicht (wie die Korps) eine goldene Einfassung. Zwar wäre so verdeutlicht worden, dass das Kommando oberste Kommandobehörde im Territorialheer war und mindestens korpsähnlich war, andererseits konnte man mit der silbernen Kordel die Stellung als Kommandobehörde direkt unterhalb der Ministeriumsebene verdeutlichen. Die Tingierung des Verbandsabzeichens ist äußerst mangelhaft; die Erkennbarkeit daher schlecht. Besonders das großflächige Aneinanderstoßen schwarzer Flächen (Gefieder und Schildgrund) ist problematisch. Ob, besonders wenn man sich die schlechte Tingierung vor Augen führt, dieses Verbandsabzeichen überhaupt je bzw. flächendeckend in die Truppe eingeführt wurde, ist unklar, denn bereits Der Reibert Stand 1963 gibt als Verbandsabzeichen für das Kommando Territoriale Verteidigung ein dem Verbandsabzeichen der Unterstützungsbereiche BMVg (also wie heute z. B. Wachbataillon beim BMVg, s. o.) gleichendes an. |

### Territorialkommandos
| Verbandsabzeichen | Territorialkommando Schleswig-Holstein Blasonierung: Von einer silbernen Kordel mit eingeflochtenem schwarzen Faden gefasst, geteilt zu Schwarz, Rot, Gold in goldenem Mittelschild ein einköpfiger schwarzer Adler, den Kopf nach rechts gewendet, die Flügel offen, aber mit geschlossenem Gefieder, Schnabel, Zunge und Fänge von roter Farbe (Bundesadler); der Mittelschild unten begleitet von den schwarzen lateinischen Großbuchstaben S und H. Bedeutung: Schildteilung wie Flagge Deutschlands; sonst ähnlich Wappen Deutschlands: Adler (→ Bundesadler → deutsches Wappentier ähnlich wie auf deutschen Truppenfahnen); silberne schwarzdurchwirkte Kordel (→ Stellung unterhalb des BMVg, dessen beim BMVg dienenden Soldaten ein von einer goldenen Kordel gefassten Schild trugen); Schrift (→ Bezeichnung des Kommandos – SH = Schleswig-Holstein). Anmerkung: Zwar weisen alle Verbandsabzeichen der hoch in der Hierarchie angesiedelten Truppenteile gewisse Ähnlichkeit auf (besonders der Bundesadler), jedoch waren sich die Verbandsabzeichen im Territorialheer mit Ausnahme der Heimatschutzbrigaden (siehe unten) besonders ähnlich. Gleichzeitig weisen sie auch große Ähnlichkeiten zu den Verbandsabzeichen im Bereich des BMVg auf. Hintergrund ist, dass die Verbände im Territorialheer – im Gegensatz zu den in die NATO-Kommandostruktur eingebundenen Truppenteilen im Feldheer – auch im Verteidigungsfall unter Kommandogewalt des nationalen Befehlshaber im BMVg bzw. beim Bundeskanzler blieben. Obwohl die Territorialkommandos in Größe und Stellung in der Hierarchie mit den Korps des Feldheeres vergleichbar waren, erhielten sie nicht (wie die Korps) eine goldene Einfassung. Zwar wäre so verdeutlicht worden, dass die Territorialkommandos über den Wehrbereichskommandos angesiedelt waren und korpsähnlich waren, andererseits konnte man mit der silbernen Kordel die Stellung als Kommandobehörde direkt unterhalb der Ministeriumsebene verdeutlichen. |
| Verbandsabzeichen | Territorialkommando Nord Blasonierung: .... begleitet vom Wort NORD in schwarzen lateinischen Großbuchstaben. |
| Verbandsabzeichen | Territorialkommando Süd Blasonierung: .... begleitet vom Wort SÜD in schwarzen lateinischen Großbuchstaben. |
| Verbandsabzeichen | Territorialkommando Ost Blasonierung: .... .... begleitet vom Wort OST in schwarzen lateinischen Großbuchstaben. |

### Wehrbereichskommandos
| Verbandsabzeichen | Wehrbereichskommando I Blasonierung: Von einer silbernen Kordel mit eingeflochtenem schwarzen Faden gefasst, geteilt zu Schwarz, Rot, Gold in goldenem Mittelschild ein einköpfiger schwarzer Adler, den Kopf nach rechts gewendet, die Flügel offen, aber mit geschlossenem Gefieder, Schnabel, Zunge und Fänge von roter Farbe (Bundesadler); der Mittelschild unten begleitet von der schwarzen römischen Ziffer I. Bedeutung: Schildteilung wie Flagge Deutschlands; sonst ähnlich Wappen Deutschlands: Adler (→ Bundesadler → deutsches Wappentier ähnlich wie auf deutschen Truppenfahnen); silberne schwarzdurchwirkte Kordel (→ Wehrbereichskommandos auf ähnlicher Gliederungsebene wie Divisionen (Divisionsverbandsabzeichen waren ebenfalls von einer silbernen Kordel eingefasst, siehe unten)); Schrift (→ laufende Nummer des Kommandos) Anmerkung: Zwar weisen alle Verbandsabzeichen der hoch in der Hierarchie angesiedelten Truppenteile gewisse Ähnlichkeit auf (besonders der Bundesadler), jedoch waren sich die Verbandsabzeichen im Territorialheer mit Ausnahme der Heimatschutzbrigaden (siehe unten) besonders ähnlich. Gleichzeitig weisen sie auch große Ähnlichkeiten zu den Verbandsabzeichen im Bereich des BMVg auf. Hintergrund ist, dass die Verbände im Territorialheer – im Gegensatz zu den in die NATO-Kommandostruktur eingebundenen Truppenteilen im Feldheer – auch im Verteidigungsfall unter Kommandogewalt des nationalen Befehlshaber im BMVg bzw. beim Bundeskanzler blieben. |
| Verbandsabzeichen | Wehrbereichskommando II Blasonierung: .... begleitet von der schwarzen römischen Ziffer II. |
| Verbandsabzeichen | Wehrbereichskommando III Blasonierung: .... begleitet von der schwarzen römischen Ziffer III. |
| Verbandsabzeichen | Wehrbereichskommando IV Blasonierung: .... begleitet von der schwarzen römischen Ziffer IV. |
| Verbandsabzeichen | Wehrbereichskommando V Blasonierung: .... begleitet von der schwarzen römischen Ziffer V. |
| Verbandsabzeichen | Wehrbereichskommando VI Blasonierung: .... begleitet von der schwarzen römischen Ziffer VI. |
| Verbandsabzeichen | Wehrbereichskommando VII Blasonierung: .... begleitet von der schwarzen römischen Ziffer VII. |
| Verbandsabzeichen | Wehrbereichskommando VIII Blasonierung: .... begleitet von der schwarzen römischen Ziffer VIII. |

### Heimatschutzbrigaden
Den Verbandsabzeichen der Heimatschutzbrigaden ist der grüne Bord gemein. Bewusst heben sich die Verbandsabzeichen damit von allen anderen Verbandsabzeichen der Bundeswehr ab. Grün ist die Waffenfarbe der Jägertruppe. Die Heimatschutzbrigaden und Heimatschutzkommandos ähnelten in Gliederung und Ausrüstung Jägerbrigaden.
Die Heimatschutzbrigaden 61, 62, 63, 64, 65 und 66 wiesen keine eigenen Verbandsabzeichen auf. Da diese Brigaden nicht aktive Truppenteile waren, die nur im Verteidigungsfall aktiviert worden wären, gab es wohl auch kaum Bedarf für solche Verbandsabzeichen, da der Dienstanzug dann kaum getragen (evtl. auch gar nicht ausgegeben) wurde. Sollten dennoch einige Soldaten der Brigade (z. B. der übende Brigadestab oder die wenigen aktiven Soldaten (evtl. Mobilmachungsfeldwebel)) einen Dienstanzug getragen haben, so ist es wahrscheinlich, dass sie das Verbandsabzeichen des übergeordneten Verbandes (Territorial- oder Wehrbereichskommando) getragen haben.
| Verbandsabzeichen | Heimatschutzbrigade 51 Blasonierung: Grün bordiert, geteilt zu Blau, Silber, Rot das silberne holsteinische Nesselblatt; diesem aufgelegt ein goldener Schild; darin zwei blaue, nach innen gewandte, rot bewehrte, schreitende Löwen. Bedeutung: Ähnlich Wappen Schleswig-Holsteins: Schleswigsche Löwen (→ für Schleswig) und Nesselblatt (→ für Holstein). Schildteilung wie Flagge Schleswig-Holsteins. Verbandsabzeichen weist auf Stationierungsraum hin. Anmerkungen: Auch Verbandsabzeichen des „Vorgängers“ Heimatschutzkommando 13. Ähnelt dem Verbandsabzeichen der 6. Panzergrenadierdivision. |
| Verbandsabzeichen | Heimatschutzbrigade 52 Blasonierung: Grün bordiert, gespalten von Silber und Gold ein aufrechter grüner Eichenzweig mit zwei Blättern. Bedeutung: Schildteilung ähnlich wie Flagge Königreich Hannover und Land Hannover (→ Hinweis auf Stationierungsraum). Eichenlaub traditionelles Symbol des deutschen Heeres, insbesondere häufig anzutreffen in internen Verbandsabzeichen der Jägertruppe (→ Heimatschutzbrigade ähnelt Jägerbrigade). Anmerkungen: Auch Heimatschutzkommando 14. Sonderfall der Tingierung (Silber stößt an Gold → vgl.). Schildteilung wie 1. Panzerdivision |
| Verbandsabzeichen | Heimatschutzbrigade 53 Blasonierung: Grün bordiert, geteilt zu Schwarz, Rot, Gold ein Schild gespalten von Grün und Rot, vorne ein linksschräger silberner Wellenbalken, hinten ein aufgerichtetes silbernes Ross, im Schildfuß eine eingeschweifte silberne Spitze, darin eine rote Rose mit goldenen Butzen und goldenen Kelchblättern. Bedeutung: Schildteilung wie Flagge Deutschlands (→ wie viele Verbandsabzeichen im Territorialheer Hinweis auf nationales Kommando – siehe oben). Sonst wie Wappen Nordrhein-Westfalens: Wellenbalken (→ Rheinland), Westfalenpferd (→ für Westfalen), Rose (→ Lippische Rose für Lippe) symbolisieren die Landesteile des Stationierungslandes der Brigade. Anmerkungen: Auch Heimatschutzkommando 15. Das Ross findet sich analog im Verbandsabzeichen der 7. Panzerdivision und ähnlich bei der 1.- und 3. Panzerdivision. Verstoß gegen die heraldische Farbregel bei der Flagge Deutschlands (Farbe stößt an Farbe) wird geduldet.         |
| Verbandsabzeichen | Heimatschutzbrigade 54 Blasonierung: Grün bordiert, gevierter Schild. Oben ein goldgekrönter und rotgezungter silberner Löwe im blauen Feld; vorne ein rotes Kreuz im silbernen Feld; hinten drei einen roten Balken belegende, gestümmelte silberne Adler im goldenen Feld; unten ein rotgekrönter, rotbewehrter und rotgezungter goldener Löwe im schwarzen Feld. Bedeutung: Wie Landeswappen des Saarlandes: silberner Löwe (→ Grafen von Saarbrücken), Kreuz (→ Trierer Kreuz für Kurtrier), Alérions (→ Herzogtum Lothringen), goldener Löwe (→ Pfälzer Löwe für die Pfalz). Symbole stehen für die Vorgängerterritorien des Saarlandes. Trierer Kreuz und Pfälzer Löwe erscheinen auch im Landeswappen von Rheinland-Pfalz. Verbandsabzeichen weist auf den Stationierungsraum im Saarland und Rheinland-Pfalz hin. Anmerkungen: Auch Heimatschutzkommando 16. Der Pfälzer Löwe findet sich auch im Verbandsabzeichen der 4. Panzergrenadierdivision und der Heimatschutzbrigade 56 |
| Verbandsabzeichen | Heimatschutzbrigade 55 Blasonierung: Grün bordiert, von Schwarz und Gold schräglinks geteilt, aufgelegt in goldenem Mittelschild drei schreitende schwarze Löwen mit roten Zungen. Bedeutung: Schildteilung ähnlich Flagge Baden-Württembergs, sonst ähnlich Wappen Baden-Württembergs: die Löwen gehen auf das staufische Wappen zurück, deren Herzogtum Schwaben Teile des heutigen Baden-Württembergs umfasste, wo die Brigade stationiert war Anmerkungen: Auch Heimatschutzkommando 17. Staufer Löwe ähnlich auch bei 10. Panzerdivision. |
| Verbandsabzeichen | Heimatschutzbrigade 56 Blasonierung: Grün bordiert, von Silber und Blau schräglinks geteilt, aufgelegt ein schwarzes Mittelschild, darin ein rotbewehrter und rotgezungter goldener Löwe Bedeutung: Weist auf den Stationierungsraum der Brigade hin, denn Verbandsabzeichen ähnlich Flagge und Wappen von Oberbayern. Farben des Hauptschildes wie Farben der bayerische Rauten. Löwe im schwarzen Schild ähnelt dem (allerdings gekrönten) Pfälzer Löwen aus dem Wappen Oberbayerns. Anmerkungen: Auch Heimatschutzkommando 18. Der Pfälzer Löwe findet sich auch im Verbandsabzeichen der 4. Panzergrenadierdivision und der Heimatschutzbrigade 54. Die Bayerischen Rauten finden sich auch in den Verbandsabzeichen im Bereich der 4. Panzergrenadierdivision und beim Verbandsabzeichen der 13. Panzergrenadierdivision und bei einer älteren Ausführung des Verbandsabzeichens der Panzergrenadierbrigade 37.                                                                      |

## Feldheer

### Korps
| Verbandsabzeichen | I. Korps Blasonierung: Von einer goldenen Kordel mit eingeflochtenem schwarzen Faden gefasst, in Gold ein einköpfiger schwarzer Adler, den Kopf nach rechts gewendet, die Flügel offen, aber mit geschlossenem Gefieder, Schnabel, Zunge und Fänge von roter Farbe (Bundesadler) unten begleitet von der schwarzen römischen Ziffer I. Bedeutung: Ähnlich Wappen Deutschlands: Adler (→ Bundesadler → deutsches Wappentier ähnlich wie auf deutschen Truppenfahnen); goldene schwarzdurchwirkte Kordel (→ Stellung in der Hierarchie oberhalb der Divisionen (Divisionsverbandsabzeichen waren von einer silbernen Kordel eingefasst)); Schrift (→ laufende Nummer des Korps) Anmerkung: Wie fast alle Höheren Kommandobehörden der Bundeswehr vor 1989 beinhaltete auch das Wappen der vier nationalen Korps (wie auch bereits die älteren Verbandsabzeichen der Korps) den Bundesadler. Hier (wie auch später beim Heeresführungskommando und bei den Panzerregimentern) ähnelten diese Verbandsabzeichen stark in Tingierung und Motiv dem Bundeswappen Deutschlands. Verbandsabzeichen im Bereich des BMVg sowie den Truppenteilen unter dessen Kommando im Bereich des Territorialheeres wiesen statt des goldenen Hauptschilds meist einen wie bei der Bundesflagge geteilten Hauptschild auf. |
| Verbandsabzeichen | II. Korps Blasonierung: .... begleitet von der schwarzen römischen Ziffer II. |
| Verbandsabzeichen | III. Korps Blasonierung: .... begleitet von der schwarzen römischen Ziffer III. |
| Verbandsabzeichen | IV. Korps Blasonierung: .... begleitet von der schwarzen römischen Ziffer IV. |
| Verbandsabzeichen | IV. Korps (Variante) Blasonierung: Doppelt bordiert, außen ein roter Bord, innen ein Bord in Form einer goldenen Kordel mit eingeflochtenem schwarzen Faden, .... Bedeutung: roter Bord (→ Bedeutung unbekannt) Bemerkung: Diese Variante des Verbandsabzeichens des IV. Korps wird in der ZdV zwischen 1996 und 2003 ausdrücklich beschrieben. Ob diese Variante jedoch überhaupt hergestellt und getragen wurde, ist zweifelhaft. |

#### Korps (frühe Serie)
Als 1962 die Verbandsabzeichen eingeführt wurden, erhielten auch die Korpskommandos entsprechende Ärmelaufnäher. Wann sie durch die späteren Abzeichen (s. o.) abgelöst wurden oder ob sie je (flächendeckend) in der Truppe Einzug hielten, ist unsicher, denn bereits Der Reibert Stand 1963 beschreibt für die Korps die oben aufgeführten.
| Verbandsabzeichen | I. Korps Blasonierung: Von einer goldenen Kordel mit eingeflochtenem schwarzen Faden gefasst, in gespaltenem Schild vorne in Gold ein halber einköpfiger schwarzer Adler am Spalt, den Kopf nach rechts gewendet, die Flügel offen, aber mit geschlossenem Gefieder, Schnabel, Zunge und Fänge von roter Farbe (Bundesadler); hinten in Silber ein schwarzes halbes lateinisches Kreuz dessen Arme von schwarzen Strichen begleitet werden (ähnlich Balkenkreuz) am Spalt. Bedeutung: Rechter Teil und Rand wie oben; Kreuz (→ ähnlich Balkenkreuz → traditionelle Figur deutscher Streitkräfte in den Farben Preußens → vgl. Reichskriegsflagge und Eisernes Kreuz → möglicherweise aber auch Hinweis auf den Stationierungsraum → Kreuz dann möglicherweise Referenz an kurkölnisches Kreuz) |
| Verbandsabzeichen | II. Korps Blasonierung: ...; hinten in Gold drei schreitende schwarze Löwen mit roten Zungen. Bedeutung: Rechter Teil und Rand wie oben; Löwen (→ ähnlich Wappen Baden-Württembergs: die Löwen gehen auf das staufische Wappen zurück, deren Herzogtum Schwaben Teile des heutigen Baden-Württembergs umfasste → Sitz des Korps war das schwäbische Ulm) Anmerkungen: Staufer Löwe wie bei Heimatschutzbrigade 55 und ähnlich auch bei 10. Panzerdivision. |
| Verbandsabzeichen | III. Korps Blasonierung: ...; hinten in Silber ein rotes halbes lateinisches Kreuz am Spalt, belegt mit einer goldenen Krone mit drei langstieligen rautenkleeblättrigen Zinken. Bedeutung: Rechter Teil und Rand wie oben; Kreuz und Krone (→ ähnlich Wappen von Koblenz); Kreuz (→ Trierer Kreuz für Kurtrier. Hinweis für den Stationierungsraum in Rheinland-Pfalz und Saarland → vgl. auch Wappen von Rheinland-Pfalz und des Saarlands); Krone (→ für Himmelskönigin Maria, Schutzpatronin von Koblenz, der die Stadtpfarrkirche „Unserer lieben Frau“ geweiht ist) Anmerkungen: Trierer Kreuz auch bei Heimatschutzbrigade 54. Wie beim Vorbild des Koblenzer Wappens liegt ein (geduldeter) Verstoß gegen die heraldisch korrekte Tingierung vor, da Gold an Silber stößt.             |

#### Multinationale Korps
| Verbandsabzeichen | Hauptquartier der Alliierten Landstreitkräfte Schleswig-Holstein und Jütland (LANDJUT) Blasonierung: In Blau, unten drei silberne Wellenkämme belegt mit zwei goldenen gekreuzten, zweischneidigen Schwertern mit gerader Parierstange und rundem Schildknauf, oben ein silberner Kreis belegt mit einer vierstrahligen, silbern-blau facettierten Windrose mit vier von den Spitzen nach oben, unten, links und rechts wegdeutenden silbernen Strahlen. Bedeutung: Blauer Schild und Kompass (→ wie Flagge der NATO → das Korps war ein Korps der NATO-Partner Dänemark und Deutschland); Wellenkämme (→ Lage an der Ostsee oder spezifischer die drei Ostseezugänge (Großer- und Kleiner Belt, Öresund), die LANDJUT landseitig zu schützen hatte); Schwerter (→ altes Symbol für Heere weltweit, vgl. die Schirmmützen des Heeres → zwei für die beiden Truppensteller Deutschland und Dänemark) Anmerkung: Einige Wappenelemente werden im Verbandsabzeichens des „Nachfolgekorps“ Multinationales Korps Nord-Ost wieder referenziert. Die drei Wellenkämme finden sich ähnlich – mit vermutlich anderer Bedeutung – im Verbandsabzeichen der 11. Panzergrenadierdivision. Das Verbandsabzeichen verstößt gegen die heraldisch korrekte Tingierung, da Silber an Gold stößt. |
| Verbandsabzeichen | Multinationales Korps Nord-Ost Blasonierung: In Blau auf der Fußstelle drei silberne Wellenkämme, belegt mit drei gekreuzten, zweischneidigen, goldenen Schwertern mit goldenem Heft, gerader Parierstange, und rundem Schildknauf, belegt mit einem roten, gold bekrönten, rot bezungten, gold geschnabelten Greifenkopf. Bedeutung: Blauer Schild (→ wie Grund der Flagge der NATO → das Korps ist eines der schnell verlegbaren Hauptquartiere der NATO); Wellenkämme (→ Lage an der Ostsee oder spezifischer die drei Ostseezugänge (Großer- und Kleiner Belt, Öresund), die bereits LANDJUT landseitig zu schützen hatte); Schwerter (→ altes Symbol für Heere weltweit, vgl. die Schirmmützen des Heeres → drei für die drei Truppensteller Deutschland, Polen, Dänemark → ein Schwert mehr als beim binationalen LANDJUT; LANDJUT war einer der Vorgänger des Korps) ;Greif (→ wie Wappen der Garnison Stettin → Pommerscher Greif → Pommern ist Stationierungsraum des Korps mit wechselvoller deutsch-polnisch-dänischer Geschichte). Anmerkung: Die meisten Wappenelemente ähneln denen des Verbandsabzeichens des Hauptquartiers der Alliierten Landstreitkräfte Schleswig-Holstein und Jütland (LANDJUT). LANDJUT war einer der Vorgänger des Multinationalen Korps Nord-Ost. Die drei Wellenkämme finden sich ähnlich – mit vermutlich anderer Bedeutung – im Verbandsabzeichen der 11. Panzergrenadierdivision. Durch die Belegung mehrerer Wappenfiguren übereinander ist ein Verstoß gegen die heraldisch korrekte Tingierung fast unvermeidlich. Besonders ungünstig ist die mehrfache Berührung derselben Metalle. |
| Verbandsabzeichen | Eurokorps Blasonierung: Silbern bordiert, in Blau eine silberne, stilisierte Darstellung Westeuropas, meist belegt mit neun perspektivisch verzerrten goldenen Sternen, angeordnet in einem nach unten offenen, perspektivisch verzerrten (annähernd: der obere Teil zum Betrachter geneigt, und vom Betrachter aus gesehen leicht nach links geneigt), gedachten 7/8-Kreis (die beiden unteren Sterne teils verdeckt durch den Kontinent); belegt mit einem silbernen, zweischneidigen aufrechten Schwert mit goldener, gerader Parierstange, goldenem Heft und goldenem, rundem Knauf. (vgl. Abbildung) Bedeutung: Westeuropa (→ Eurokorps wird durch westeuropäische Länder gestellt; Sterne (→ ähnlich Europaflagge → Korps stellt Kontingente für die Gemeinsame Sicherheits- und Verteidigungspolitik der EU)); Schwert (→ altes Symbol für Heere weltweit, vgl. die Schirmmützen des Heeres) Anmerkung: Eine detailgetreue Blasonierung ist auf Grund der vielen nicht standardisierten Figuren und deren Anordnung nur schwer möglich. Das Verbandsabzeichen verstößt mehrfach gegen die heraldisch korrekte Tingierung, da Silber an Gold sowie Silber an Silber stößt. |
| Verbandsabzeichen | 1. Deutsch-Niederländisches Korps Blasonierung: Gold bordiert, in Grün aufrecht ein silbernes, zweischneidiges Schwert mit goldenem Knauf und goldener, aufgebogener Parierstange am Heft von zwei Seiten umgriffen durch silberne, schwebende Hände mit Unterarmen; die rechte Hand oben greifend, der Unterarm geteilt zu rot-silber-blau; der linke Unterarm geteilt zu schwarz-rot-gold. Unten begleitet von silbernen lateinischen Großbuchstaben COMMUNITATE VALEMUS. Bedeutung: Schwert (→ altes Symbol für Heere weltweit, vgl. die Schirmmützen des Heeres → ähnlich Münsteraner Sendschwert → Volksfest Send findet in unmittelbarer Nähe zum Korpshauptquartier in Münster statt); Hände (→ ähnlich treue Hände → Zeichen der Freundschaft); Unterarme (→ wie Flaggen der Niederlande und Deutschlands → Niederlande und Deutschland stellen gemeinsam Kontingente für das Korps); „Communitate Valemus“ (lateinisch für „Gemeinsam sind wir stark“ → Wahlspruch des Korps und Omen deutsch-niederländischer Zusammenarbeit); grüner Schild (→ vgl. olivgrün → Tarnfarbe); goldener Bord (→ ähnlich Fassung der deutschen Korps, vgl. oben → das I. Korps war einer der Vorgänger des Deutsch-Niederländischen Korps) Anmerkung: Ähnliche Symbolik findet sich auch im Barettabzeichen der Soldaten des Korps. Das aufrechte Schwert bzw. Schwerter allgemein weisen alle Verbandsabzeichen der multinationalen Korps auf. Mehrfacher Verstoß gegen die heraldisch korrekte Tingierung (Beispiele: Rot und Blau stoßen an Grün; Schwarz stößt an Rot und beide an den grünen Schild).                                     |

### Panzerregimenter
| Verbandsabzeichen | Panzerregiment 100 Blasonierung: Rosa bordiert, in Gold ein einköpfiger schwarzer Adler, den Kopf nach rechts gewendet, die Flügel offen, aber mit geschlossenem Gefieder, Schnabel, Zunge und Fänge von roter Farbe (Bundesadler) unten begleitet von der schwarzen römischen Ziffer I. Bedeutung: Ähnlich Korpsverbandsabzeichen: Adler, Tingierung (→ wie oben bei den Korps); Bord (→ Rosa ist Waffenfarbe der Panzertruppe); Ziffer (→ zeigt Unterstellung unter das I. Korps) Anmerkung: Rosa Bord wie bei der Panzertruppenschule und zugehörigen Lehrtruppenteile (→ vgl. unten) |
| Verbandsabzeichen | Panzerregiment 200 Blasonierung: .... begleitet von der schwarzen römischen Ziffer II. |
| Verbandsabzeichen | Panzerregiment 300 (geplant) Blasonierung: .... begleitet von der schwarzen römischen Ziffer III. Anmerkung: Das Panzerregiment 300 wurde geplant, aber nie aufgestellt. Einige Verbandsabzeichen wurden gewebt (möglicherweise auch ex-post als Plagiat), wurden in der Truppe aber wohl nie getragen. |

### Divisionen und Brigaden im Feldheer
Vor 1989 waren Verbandsabzeichen der Divisionen mit einer silbernen Kordel mit eingeflochtenem schwarzen Faden gefasst. Silber wurde gewählt um die Stellung unterhalb der Korps zu verdeutlichen, denn deren Verbandsabzeichen waren von einer goldenen Kordel mit schwarzen eingeflochtenen Faden umfasst. Das Verbandsabzeichen der truppendienstlich unterhalb der Divisionen angeordneter Brigaden fällt dementsprechend noch einfacher aus: einfache, einfarbige Borde. Die Farbe des Bordes richtet sich nach der Ordnungszahl der Brigade: Jede Division sollte ursprünglich drei Brigaden erhalten. Die Brigade mit der kleinsten Ordnungszahl wies einen silbernen Bord auf (die sogenannte „erste Brigade“), die Brigade mit der höchsten Ordnungszahl einen goldenen („dritte Brigade“), die verbleibende Brigade („zweite Brigade“) einen roten. Um die Stellung unterhalb der Divisionen zu verdeutlichen, wurde meist auch bei mit Metallfaden handgestickten Versionen des Verbandsabzeichen für den Bord statt Gold und Silber einfache Fäden in gelb und weiß bevorzugt. Die Reihenfolge weiß, rot, silber entspricht dem Farbschema der Troddel in der Wehrmacht, wo die Nummerierungsreihenfolge der Truppenteile ebenfalls durch Farben abgeleitet werden konnte (vgl. Preußische Farbfolge). Erst nach 1989 wurde dieses grundlegende System aufgeweicht. So wurde beispielsweise aus Tradition das Verbandsabzeichen auch bei Wechsel unter neue Divisionen fortgeführt und die im Bereich Ostdeutschland neu aufgestellten Großverbände erhielten Abzeichen gänzlich anderer Systematik. Nach 2001 orientierten sich nur noch wenige neugestaltete Verbandsabzeichen an der Preußischen Farbfolge (bei der Division Spezielle Operationen noch durchgängig, bei der Division Schnelle Kräfte und deren neu aufgestellte Luftlandebrigade 1 immerhin andeutungsweise, außerdem bei den Logistikbrigaden 100/200).
Die Motivwahl der Verbandsabzeichen der Divisionen und Brigaden steht fast ausnahmslos in heraldischer Verbindung zu ihren Stationierungsräumen. Ausnahmen davon bilden nur weit dislozierte Verbände, im Wesentlichen also luftbewegliche oder luftlandefähige Verbände, die Lehrbrigade und die eine Truppengattung bündelnden Brigaden des Heereskommandos.

#### 1. Panzerdivision
| Verbandsabzeichen | 1. Panzerdivision Blasonierung: Ein von einer silbernen Kordel mit eingeflochtenem schwarzen Faden gefassten in von gold und silber gespaltenen gotischen Hauptschild, belegt mit einem silbernen, springenden Ross in rotem, spanischen Mittelschild. Bedeutung: Schildteilung ähnlich wie Flagge Königreich Hannover und Land Hannover, Herzschild wie Wappen Niedersachsens: Sachsenross (→ Volk der Sachsen und Welfendynastie), Hinweis auf den Stationierungsraum. Anmerkungen: Sonderfall der Tingierung (Silber stößt an Gold → vgl.). Dieselbe Schildteilung weist die ebenfalls in Niedersachsen beheimatete Heimatschutzbrigade 52 auf. Die 7. Panzerdivision sowie die Heimatschutzbrigade 53 führen das Sachsenross in der heraldischen Variante als Westfalenpferd. Ähnlichkeit zum Verbandsabzeichen der 3. Panzerdivision. Nach dem Stationierungskonzept HEER2011 verlegt der Divisionsstab nach Oldenburg das historisch seine Unabhängigkeit von Hannover bewahren konnte; das Verbandsabzeichen wird wohl dennoch aus Tradition beibehalten. |
| Verbandsabzeichen | Panzergrenadierbrigade 1 (und Panzerlehrbrigade 9) Blasonierung: Silbern bordiert, von gold und silber gespaltener gotischer Hauptschild, belegt mit einem silbernen, springenden Ross in rotem, spanischen Mittelschild. Anmerkungen: Das Verbandsabzeichen der Brigade wird heute von der Panzerlehrbrigade 9 fortgeführt. |
| Verbandsabzeichen | Panzerbrigade 2 Blasonierung: Rot bordiert, ... |
| Verbandsabzeichen | Panzerbrigade 3 Blasonierung: Gold bordiert, ... |

#### 2. Panzergrenadierdivision
| Verbandsabzeichen | 2. Panzergrenadierdivision Blasonierung: Von einer silbernen Kordel mit eingeflochtenem schwarzen Faden gefasst, gespalten von Silber und Rot, ein gespaltener, vorne roter, hinten silberner steigender Löwe. Bedeutung: Tingierung wie Flagge Hessens. Löwe in Form und Tingierung ähnlich wie Wappen Hessens (→Hessenlöwe bzw. Bunter Löwe der Ludowinger). Verbandsabzeichen weist auf Stationierungsraum hin. Anmerkung: Hessenlöwe verwandt mit „Thüringer Löwe“ wie im Verbandsabzeichen der Panzerbrigade 39, Panzergrenadierbrigade 37 und 13. Panzergrenadierdivision. Als große Besonderheit in der Systematik der Truppenkennzeichnungen wird dieses Verbandsabzeichen bis heute weiter als Verbandsabzeichen des Heeresmusikkorps Kassel fortgeführt. |
| Verbandsabzeichen | Panzergrenadierbrigade 4 Blasonierung: Silbern bordiert, gespalten von Silber und Rot, ein gespaltener, vorne roter, hinten silberner steigender Löwe. |
| Verbandsabzeichen | Panzergrenadierbrigade 5 Blasonierung: Rot bordiert, ... |
| Verbandsabzeichen | Panzerbrigade 6 Blasonierung: Gold bordiert, ... |

#### 3. Panzerdivision
| Verbandsabzeichen | 3. Panzerdivision Blasonierung: Gefasst von einer silbernen Kordel mit eingeflochtenem schwarzen Faden, in Rot zwei schräggekreuzte silberne Giebelblätter mit nach außen blickenden Pferdeköpfen. Bedeutung: Pferdeköpfe als Giebelschmuck norddeutscher Häuser gehen zurück auf das Sachsenross (→ Volk der Sachsen und Welfendynastie). Roter Schild wie in den Wappen Niedersachsens und Hamburgs. Hinweis auf die Stationierungsländer. Anmerkungen: Die 1.- und 7. Panzerdivision sowie die Heimatschutzbrigade 53 führen ebenfalls das Sachsenross im Verbandsabzeichen. |
| Verbandsabzeichen | Panzergrenadierbrigade 7 Blasonierung: Silbern bordiert, ... |
| Verbandsabzeichen | Panzerbrigade 8 Blasonierung: Rot bordiert, in Rot zwei schräggekreuzte silberne Giebelblätter mit nach außen blickenden Pferdeköpfen. |
| Verbandsabzeichen | Panzerlehrbrigade 9 (vor 2006) Blasonierung: Rosa bordiert, in Rot zwei schräggekreuzte silberne zweischneidige Schwerter mit goldenen Heft, gerader Parierstange und rundem Knauf unten begleitet von einem silbernen Großbuchstaben L. Bedeutung: Rosa Bord (→ Waffenfarbe der Panzertruppe), gekreuzte Schwerter (→ altes Symbol für Heere weltweit, vgl. die Schirmmützen des Heeres), (→L (→ für L-ehrtruppenteil). Hinweis auf Verbindung zum Heeresamt und Funktion als Lehrtruppenteil der Panzertruppe). Anmerkung: Motivwahl und Tingierung gleicht heraldischer Ordnung im Bereich Heeresamt (vgl. unten). Ähnelt daher einer Reihe Verbandsabzeichen anderer Truppenschulen und Lehrtruppenteilen. Später zogen die gekreuzten Schwerter ins Verbandsabzeichen der Truppenteile im Bereich Heerestruppenkommando (Heerestruppenbrigade), sowie Heeresunterstützungskommando, Heeresführungskommando und Kommando Heer ein. Auch Multinationales Korps Nord-Ost und LANDJUT zeigen dieses Motiv. Die gekreuzten Schwerter sind daher eines der häufigst benutzten Motive der Heraldik der Bundeswehr. Den rosa Bord weisen neben den Ausbildungseinrichtungen der Panzertruppe (Panzertruppenschule, Panzerlehrtruppenteile usw.) auch zwei Panzerregimenter auf (vgl. unten). Neben den Verbandsabzeichen der Luftlandetruppe einziges Verbandsabzeichen einer Brigade oder Division vor 1989, das keinen Hinweis auf den Stationierungsraum zulässt. |
| Verbandsabzeichen | Panzerlehrbrigade 9 (seit 2006) Blasonierung: Silbern bordiert, von gold und silber gespaltener gotischer Hauptschild, belegt mit einem silbernen, springenden Ross in rotem, spanischen Herzschild. Bedeutung: Schildteilung ähnlich wie Flagge Königreich Hannover und Land Hannover. Herzschild wie Wappen Niedersachsens: Sachsenross (→ Volk der Sachsen und Welfendynastie). Hinweis auf den Stationierungsraum. Anmerkungen: Sonderfall der Tingierung (Silber stößt an Gold → vgl.). Die Panzerlehrbrigade 9 führt seit 2006 das Verbandsabzeichen der Panzergrenadierbrigade 1 mit ähnlichem Stationierungsraum fort. |
| Verbandsabzeichen | Panzerlehrbrigade 9 (nicht verifiziert) Blasonierung: Gold bordiert, in Rot zwei schräggekreuzte silberne Giebelblätter mit nach außen blickenden Pferdeköpfen. Anmerkungen: Dieses Verbandsabzeichen steht in der Systematik der Brigadeverbandsabzeichen. Es wurde nachweislich auch gewebt. Ob es sich um eine Fehlproduktion oder eine ex-post Fälschung handelt, ist unklar, denn vermutlich wurde dieses Abzeichen nie in der Truppe getragen. |

#### 4. Panzergrenadierdivision
| Verbandsabzeichen | 4. Panzergrenadierdivision und Kommando Luftbewegliche Kräfte/4. Division Blasonierung: Von einer silbernen Kordel mit eingeflochtenem schwarzen Faden gefasst, gespalten durch eine aufsteigende und eingeschweifte rote Spitze, darin zwei schräg gekreuzte silberne Schlüssel; vorne in Schwarz ein linksgewendeter, rotbewehrter und rotgekrönter goldener Löwe, hinten die bayerischen Rauten. Bedeutung: Ähnlich Wappen der Oberpfalz: Schlüssel Petri (→ für Regensburg wie im Stadtwappen) und Pfälzer Löwe (→ für Pfalz) und Rauten (→ für Bayern wie Flagge Bayerns bzw. Wappen Bayerns). Verbandsabzeichen weist auf Stationierungsraum hin. Anmerkungen: Das Kommando Luftbewegliche Kräfte/4. Division (KLK) übernahm das Verbandsabzeichen der Division. Die zuvor der Luftlandedivision und nun dem KLK unterstellten Brigaden und das Kommando Spezialkräfte führten ihr Verbandsabzeichen jedoch fort. Der Pfälzer Löwe findet sich auch im Verbandsabzeichen der der Heimatschutzbrigaden 54 und 56. Die Bayerischen Rauten finden sich auch in den Verbandsabzeichen der Heimatschutzbrigade 56 und der 13. Panzergrenadierdivision und bei einer älteren Ausführung des Verbandsabzeichens der Panzergrenadierbrigade 37. |
| Verbandsabzeichen | Panzergrenadierbrigade 10 Blasonierung: Silbern bordiert, gespalten durch eine aufsteigende und eingeschweifte rote Spitze, darin zwei schräg gekreuzte silberne Schlüssel; vorne in Schwarz ein linksgewendeter, rotbewehrter und rotgekrönter goldener Löwe, hinten die bayerischen Rauten. |
| Verbandsabzeichen | Panzergrenadierbrigade 11 Blasonierung: Rot bordiert, ... |
| Verbandsabzeichen | Panzerbrigade 12 Blasonierung: Gold bordiert, ... |

#### 5. Panzerdivision
| Verbandsabzeichen | 5. Panzerdivision Blasonierung: Von einer silbernen Kordel mit eingeflochtenem schwarzen Faden gefasst, im blauen, mit goldenen Schindeln bestreuten Schild ein goldener rotbewehrter und rotgezungter Löwe. Bedeutung: Ähnlich Wappen Provinz Nassau und Vorgängerterritorien: Löwe (→ aus dem Wappen des Hauses Nassau). Hinweis auf den Stationierungsraum. |
| Verbandsabzeichen | Panzergrenadierbrigade 13 Blasonierung: Silbern bordiert, im blauen, mit goldenen Schindeln bestreuten Schild ein goldener rotbewehrter und rotgezungter Löwe. |
| Verbandsabzeichen | Panzerbrigade 14 Blasonierung: Rot bordiert, ... |
| Verbandsabzeichen | Panzerbrigade 15 Blasonierung: Gold bordiert, ... |

#### 6. Panzergrenadierdivision
| Verbandsabzeichen | 6. Panzergrenadierdivision Blasonierung: Von einer silbernen Kordel mit eingeflochtenem schwarzen Faden gefasst, in Rot das silberne holsteinische Nesselblatt; diesem aufgelegt ein goldener Schild; darin zwei blaue, nach innen gewandte, rot bewehrte, schreitende Löwen. Bedeutung: Ähnlich Wappen Schleswig-Holsteins: Schleswigsche Löwen (→ für Schleswig) und Nesselblatt (→ für Holstein). Verbandsabzeichen weist auf Stationierungsraum hin. Anmerkungen: Ähnlich Heimatschutzbrigade 52 |
| Verbandsabzeichen | Panzergrenadierbrigade 16 Blasonierung: Silbern bordiert, in Rot das silberne holsteinische Nesselblatt; diesem aufgelegt ein goldener Schild; darin zwei blaue, nach innen gewandte, rot bewehrte, schreitende Löwen. |
| Verbandsabzeichen | Panzergrenadierbrigade 17 Blasonierung: Rot bordiert, ... |
| Verbandsabzeichen | Panzerbrigade 18 Blasonierung: Gold bordiert, ... |

#### 7. Panzerdivision
| Verbandsabzeichen | 7. Panzerdivision Blasonierung: Von einer silbernen Kordel mit eingeflochtenem schwarzen Faden gefasst, in Rot ein steigendes silbernes Ross. Bedeutung: Ähnlich Wappen der Provinz Westfalen: Westfalenpferd = Sachsenross (→ Volk der Sachsen. Westfalen war Teilgebiet der sächsischen Länder). Hinweis auf den Stationierungsraum. Anmerkungen: Die 1. Panzerdivision (später auch Panzerlehrbrigade 9) führt das Westfalenpferd in der heraldischen Varianten als Sachsenross. Ähnlichkeit zum Verbandsabzeichen der 3. Panzerdivision. Verbandsabzeichen der Heimatschutzbrigade 53 führt ebenfalls das Westfalenpferd. |
| Verbandsabzeichen | Panzergrenadierbrigade 19 Blasonierung: Silbern bordiert, in Rot ein steigendes silbernes Ross. |
| Verbandsabzeichen | Panzerbrigade 20 Blasonierung: Rot bordiert, ... Anmerkungen: Die Panzerbrigade 20 war zwischenzeitlich als Panzerregiment 100 ausgeplant und führte ein anders Verbandsabzeichen, s. u. |
| Verbandsabzeichen | Panzerbrigade 21 Blasonierung: Gold bordiert, ... Anmerkungen: Trotz des Westfalenpferds im Verbandsabzeichen lag die Panzerbrigade 21 in Masse im nicht-westfälischen Landesteil Lippe |

#### 1. Gebirgsdivision
| Verbandsabzeichen | 1. Gebirgsdivision Blasonierung: Von einer silbernen Kordel mit eingeflochtenem schwarzen Faden gefasst, in Grün mit silbernen Inbord ein silbernes Edelweiß mit goldenen Butzen. Bedeutung: Edelweiß (→ Gebirgstruppe und wie Mützenanstecker Gebirgsjäger. Im Ersten Weltkrieg vom österreichisch-ungarischen Oberkommando dem Deutschen Alpenkorps in Anerkennung verliehen und seitdem traditionelles Symbol im Umfeld der deutschen Gebirgstruppe.) Hinweis auf die Stationierung im Alpenraum. Anmerkungen: Einziger Großverband der Bundeswehr mit ovalen Wappenschilden. Die ovale Schildform könnte von der Schildform des von Motiv und Farbwahl ähnlichen Aufnähers für Heeresbergführer oder vom Ärmelaufnäher der Gebirgstruppe von Waffen-SS und Wehrmacht abgeleitet sein. Bei der textilen Ausfertigung für die Uniform, reicht der grüne Schild außen ein wenig über die Kordel hinaus. Dies ist wohl herstellungsbedingt (vgl. Nahtzugabe), fällt auch deutlich auf dem feldgrauen Uniformtuch auf (im Gegensatz zu den gräulichen Einfassung anderer Verbandsabzeichen), zählt aber nicht (analog zu den Verbandsabzeichen mit grauem Rand) zum eigentlichen Verbandsabzeichen. Das Gebirgsmusikkorps der Bundeswehr führt das Wappen der früheren 1. Gebirgsdivision aus Tradition weiter. |
| Verbandsabzeichen | 1. Gebirgsdivision (frühe Version) Blasonierung: Von einer silbernen Kordel mit eingeflochtenem schwarzen Faden gefasst, in Grün mit silbernen Inbord ein silbernes Edelweiß mit goldenen Butzen. Anmerkungen: Wie oben nur gotischer Schild. Frühe Version des später ovalen Verbandsabzeichens um 1962. Ob dieses Verbandsabzeichen jemals produziert und (flächendeckend) in die Truppe eingeführt wurde (oder durch das ovalförmige frühzeitig ersetzt wurde), ist unklar, denn bereits Der Reibert Stand 1963 beschreibt nur das oben aufgeführte mit ovaler Schildform. |
| Verbandsabzeichen | Gebirgsjägerbrigade 22 Blasonierung: Silbern bordiert, in Grün mit silbernen Inbord ein silbernes Edelweiß mit goldenen Butzen. |
| Verbandsabzeichen | Gebirgsjägerbrigade 23 Blasonierung: Rot bordiert, ... |
| Verbandsabzeichen | Panzerbrigade 24 Blasonierung: Gold bordiert, ... Anmerkungen: |

##### Gebirgstruppe (Vorläufer)
Noch vor der Einführung von Verbandsabzeichen in der Bundeswehr und bis etwa Mitte der 60er Jahre trugen Angehörige der Gebirgsdivision bereits Ärmelabzeichen. Es handelt sich dabei nicht um Verbandsabzeichen, sondern Ärmelaufnäher zur Kennzeichnung der Zugehörigkeit zur Gebirgstruppe (ähnlich Tätigkeitsabzeichen) und Dienstgradgruppe. Ähnliche Ärmelabzeichen trugen Angehörige der Luftlandetruppe. Der Ärmelaufnäher zeigt in Form, Motiv und Farbwahl große Ähnlichkeit zum Aufnäher für Heeresbergführer und Ärmelaufnäher der Gebirgstruppe von Waffen-SS und Wehrmacht.
| Verbandsabzeichen | Gebirgstruppe, Offiziere Beschreibung: In Grün mit dreifachen silbernen Inbord ein silbernes Edelweiß mit goldenen Butzen. Bedeutung: wie oben Anmerkungen: Ausführung für Offiziere. Der schmale Inbord gestickt und gestückelt wie eine Kordel wirkend. |
| Verbandsabzeichen | Gebirgstruppe, Unteroffiziere Beschreibung: In Grün mit doppelten silbernen Inbord ... Anmerkungen: Ausführung für Unteroffiziere. Der schmale Inbord gestickt und gestückelt wie eine Kordel wirkend.                                                    |
| Verbandsabzeichen | Gebirgstruppe, Mannschaften Beschreibung: In Grün mit silbernen Inbord ... Anmerkungen: Ausführung für Mannschaften |

#### 1. Luftlandedivision
| Verbandsabzeichen | 1. Luftlandedivision Blasonierung: Von einer silbernen Kordel mit eingeflochtenem schwarzen Faden gefasst, in Blau ein geöffneter silberner Fallschirm mit eingehängter, nach unten deutender Pfeilspitze. Bedeutung: Fallschirm (→ Fallschirmjägertruppe), nach unten deutender Pfeil (→ Luftlandetruppe) Anmerkungen: Das Verbandsabzeichen setzt die heraldische Tradition der vorgehenden Ärmelabzeichen der Luftlandetruppe fort (vgl. Subkapitel). Der geöffnete Fallschirm findet sich häufig in den Abzeichen von Luftlandetruppen weltweit. Die Verbandsabzeichen der 1. Luftlandedivision waren vor 1989 neben dem Verbandsabzeichen der Panzerlehrbrigade 9 die einzigen Verbandsabzeichen auf Divisions- und Brigadeebene, die heraldisch keinen Bezug zu ihrem Stationierungsraum aufwiesen. Ein Grund war die weit verteilte Dislozierung über das Bundesgebiet. Die Motivwahl bezog sich also ausschließlich auf die Funktion als Luftlandetruppe. Ähnlich findet sich das Motiv im taktischen Zeichen der Fallschirmjägertruppe, die das Herzstück der Luftlandetruppen war. Die Brigaden sowie das Kommando Spezialkräfte führten diese Verbandsabzeichen bis zur Aufstellung des Nachfolgerverbandes Division Spezielle Operationen (DSO) fort, bis sie an das Verbandsabzeichen der DSO angeglichen wurden. Die zwischenzeitliche Unterstellung unter das Kommando Luftbewegliche Kräfte/4. Division (mit seinem völlig anders gestalteten Verbandsabzeichen) führten nicht zu einer Anpassung der Verbandsabzeichen. |
| Verbandsabzeichen | Luftlandebrigade 25 und Kommando Spezialkräfte Blasonierung: Silbern bordiert, in Blau ein geöffneter silberner Fallschirm mit eingehängter, nach unten deutender Pfeilspitze. Anmerkungen: Das Kommando Spezialkräfte führte als „Nachfolgeverband“ der Luftlandebrigade 25 das Verbandsabzeichen fort. |
| Verbandsabzeichen | Luftlandebrigade 26 Blasonierung: Rot bordiert, ... |
| Verbandsabzeichen | Luftlandebrigade 27 und Luftlandebrigade 31 Blasonierung: Gold bordiert, ... Anmerkungen: Die Luftlandebrigade 31 führte als „Nachfolgeverband“ der Luftlandebrigade 27 das Verbandsabzeichen fort. Aufgrund ihrer Ordnungszahl (größte Ordnungszahl einer Brigade der 1. Luftlandedivision) galt die Luftlandebrigade 31 auch weiterhin als „dritte Brigade“, so dass auch der Bord übernommen wurde. |

##### Luftlandetruppe (Vorläufer)
Noch vor der Einführung von Verbandsabzeichen in der Bundeswehr und bis etwa Mitte der 60er Jahre trugen Angehörige der Luftlandedivision (und ihres Vorgängers 106. Luftlandebrigade) bereits Ärmelabzeichen. Es handelt sich dabei nicht um Verbandsabzeichen, sondern Ärmelaufnäher zur Kennzeichnung der Zugehörigkeit zur Luftlandetruppe (ähnlich Tätigkeitsabzeichen) und Dienstgradgruppe. Ähnliche Ärmelabzeichen trugen Angehörige der Gebirgstruppe.
| Verbandsabzeichen | Luftlandetruppe, Offiziere Beschreibung: In Grau mit dreifachen silbernen Inbord ein geöffneter silberner Fallschirm mit eingehängter, nach unten deutender Pfeilspitze. Bedeutung: wie oben Anmerkungen: Ausführung für Offiziere. Der schmale Inbord gestickt und gestückelt wie eine Kordel wirkend. |
| Verbandsabzeichen | Luftlandetruppe, Unteroffiziere Beschreibung: In Grau mit doppelten silbernen Inbord ... Anmerkungen: Ausführung für Unteroffiziere. Der schmale Inbord gestickt und gestückelt wie eine Kordel wirkend.                                                                                                |
| Verbandsabzeichen | Luftlandetruppe, Mannschaften Beschreibung: In Grau mit silbernen Inbord ... Anmerkungen: Ausführung für Mannschaften |

#### 10. Panzerdivision
| Verbandsabzeichen | 10. Panzerdivision Blasonierung: Von einer silbernen Kordel mit eingeflochtenem schwarzen Faden gefasst, in Gold ein schwarzer rotbewehrter und rotgezungter Löwe. Bedeutung: Löwe (→ Staufer Löwe → Ähnlich Landkreis Göppingen und Abwandlung des Wappens Baden-Württembergs unter Beibehaltung der Farben → für das staufische Herzogtum Schwaben). Hinweis auf den Stationierungsraum. Anmerkung: Staufer Löwe ähnlich bei Heimatschutzbrigade 55. |
| Verbandsabzeichen | Panzerbrigade 28 Blasonierung: Silbern bordiert, in Gold ein schwarzer rotbewehrter und rotgezungter Löwe. Anmerkungen: Die spätere Panzerbrigade 20 war anfänglich als Panzerregiment 200 ausgeplant und führte ein anderes Verbandsabzeichen, s. u. |
| Verbandsabzeichen | Panzerbrigade 29 Blasonierung: Rot bordiert, ... |
| Verbandsabzeichen | Panzergrenadierbrigade 30 Blasonierung: Gold bordiert, ... |

#### 11. Panzergrenadierdivision
| Verbandsabzeichen | 11. Panzergrenadierdivision Blasonierung: Von einer silbernen Kordel mit eingeflochtenem schwarzen Faden gefasst, in Blau zwei goldene Kreuze über drei silbernen Wellenfäden im Schildfuß. Bedeutung: Kreuze (→ vereinfachte Form der Steckkreuze wie im Wappen des Freistaats Oldenburg oder heute Logo Oldenburgische Landschaft → steht für das Gebiet der ehemaligen Grafschaft Delmenhorst), Wellenkämme (→ unklar, möglicherweise Wasserreichtum der Region zwischen Weser, Hunte, Ems). Verbandsabzeichen weist auf Stationierungsraum hin. |
| Verbandsabzeichen | Panzergrenadierbrigade 31 Blasonierung: Silbern bordiert, in Blau zwei goldene Kreuze über drei silbernen Wellenfäden im Schildfuß. |
| Verbandsabzeichen | Panzergrenadierbrigade 32 Blasonierung: Rot bordiert, ... |
| Verbandsabzeichen | Panzerbrigade 33 Blasonierung: Gold bordiert, ... |

#### 12. Panzerdivision
| Verbandsabzeichen | 12. Panzerdivision Blasonierung: Von einer silbernen Kordel mit eingeflochtenem schwarzen Faden gefasst, in Rot drei silberne Spitzen belegt mit einer schräggestellten und an beiden senkrechten Seiten je zweimal eingekerbten, von Rot und Gold gevierten Standarte (das „Rennfähnlein“) an goldenem Lanzenschaft. Bedeutung: Motive ähnlich wie bei Wappen Unterfrankens: Spitzen (→ Fränkischer Rechen → für Franken), Rennfähnlein (→ ähnlich Würzburger Wappen → Abwandlung der Flagge des Herzogtums Franken). Hinweis auf den Stationierungsraum. Anmerkung: Verstoß gegen die heraldisch korrekte Tingierung (hier: Metall grenzt an Metall) ist beim Rennfähnlein unvermeidbar. In vielen anderen Wappen ist das Rennfähnlein im farbigen Feld (meist Blau oder Schwarz) dargestellt – es grenzt also Farbe an Farbe. Verstoß gegen die heraldische Farbregel wird geduldet. |
| Verbandsabzeichen | Panzerbrigade 34 Blasonierung: Silbern bordiert, ... |
| Verbandsabzeichen | Panzergrenadierbrigade 35 Blasonierung: Rot bordiert, |
| Verbandsabzeichen | Panzerbrigade 36 Blasonierung: Gold bordiert, ... |

#### 13. Panzergrenadierdivision
Wie auch bei der 14. Panzergrenadierdivision knüpft die Gestaltung des Verbandsabzeichens der nach der Wiedervereinigung neu aufgestellten 13. Panzergrenadierdivision nicht an die Gestaltung der stringenten Verbandsabzeichen im Heer vor 1989 an. Die Motivwahl aller Verbandsabzeichen im Bereich der Division ist uneinheitlich. Auch der Rand ist nun bei allen Verbandsabzeichen der Brigaden als schwarz durchwirkte silberne Kordel ausgestaltet. Ein Grund mag die Aufstellung als Heimatschutzbrigaden sein, die sich in ihrer heraldischen Darstellung nicht an der alten Systematik des Feldheeres orientierte; man wählte jedoch auch keinen grünen Bord wie bei den Verbandsabzeichen der „alten“ Heimatschutzbrigaden. Im Vordergrund steht bei der Motivwahl die Anknüpfung an die heraldische Tradition des Stationierungsraumes.
| Verbandsabzeichen | 13. Panzergrenadierdivision Blasonierung: Von einer silbernen Kordel mit eingeflochtenem schwarzen Faden gefasst, gespalten mit unten eingepfropfte eingebogener Spitze mit in Silber und Blau schräg rechts gerauteten Feld. Rechts in Blau ein aufrecht stehender, achtfach rot-silbern gestreifter, goldgekrönter und goldbewehrter Löwe; links im zehnmal von Schwarz und Gold geteilten Feld ein schrägrechter grüner Rautenkranz. Bedeutung: Gerautetes Feld (→ Bayerische Raute wie in Flagge und Wappen Bayerns); Löwe (→ Bunter Löwe der Ludowinger ähnlich Wappen Thüringens); Rautenkranz auf schwarz-gelber Teilung (ähnlich Wappen Sachsens: Teilung (→ aus dem Wappen der Askanier und später der Markgrafen von Meißen)); Rautenkranz (→ Sächsische Rauten → Stilelement der Gotik). Verbandsabzeichen weist auf Stationierungsraum in Mitteldeutschland und Bayern hin. Anmerkung: Verbandsabzeichen seit 1. Oktober 2001. Zuvor Verbandsabzeichen der Division (fusioniert als WBK VII/13. PzGrenDiv) ohne Bayerische Rauten (→ vgl. unten), die eingeführt wurden, um die Erweiterung des Stationierungsraumes nach Nordbayern zu verdeutlichen. Aus Tradition wurde dieses Verbandsabzeichen auch zum Oktober 2006 nicht geändert, als die Division alle bayrischen Truppenteile abgab. Thüringer Löwe verwandt mit dem Hessenlöwen wie in den Verbandsabzeichen im Bereich der 2. Panzergrenadierdivision. Der Thüringer Löwe findet sich auch in den Verbandsabzeichen der Panzerbrigade 39 und der ursprünglichen Verbandsabzeichen der Panzergrenadierbrigade 37 und der 13. Panzergrenadierdivision. Die Bayerischen Rauten auch in den Verbandsabzeichen im Bereich der 4. Panzergrenadierdivision und beim Verbandsabzeichen der Heimatschutzbrigade 56, der 13. Panzergrenadierdivision und bei einer älteren Ausführung des Verbandsabzeichens der Panzergrenadierbrigade 37. Die eigentlich ungünstige Tingierung des Feldes mit dem Rautenkranz (Grün grenzt großflächig an Schwarz) wird beim Rautenkranz üblicherweise nicht als Verstoß gegen die heraldische Regeln gewertet. |
| Verbandsabzeichen | 13. Panzergrenadierdivision (alt) Blasonierung: Von einer silbernen Kordel mit eingeflochtenem schwarzen Faden gefasst, gespalten mit unten eingepfropfte eingebogener Spitze mit zehnmal von Schwarz und Gold geteilten Feld. Rechts in Blau ein aufrecht stehender, achtfach rot-silbern gestreifter, goldgekrönter und goldbewehrter Löwe; links von einem schrägrechten grünen Rautenkranz von Grün und Silber geteiltes Feld. Bedeutung: Ähnlich wie oben in anderer Stellung. Farben des von Grün und Silber geteilten Feldes entlehnt aus der Flagge Sachsens. Verbandsabzeichen weist auf Stationierungsraum Mitteldeutschland hin. Anmerkung: Verbandsabzeichen der Division (fusioniert als WBK VII/13. PzGrenDiv) bis 1. Oktober 2001 (→ später wie oben). Im Feld mit dem Rautenkranz stößt Grün großflächig an Grün und kann daher als Verstoß gegen die heraldische Farbregel gewertet werden. |
| Verbandsabzeichen | Panzergrenadierbrigade 37 Blasonierung: Von einer silbernen Kordel mit eingeflochtenem schwarzen Faden gefasst, im zehnmal von Schwarz und Gold geteilten Feld ein schrägrechter grüner Rautenkranz. Bedeutung: Sehr ähnlich Wappen Sachsens, sonst heraldische Semantik wie oben. Verbandsabzeichen weist auf Stationierungsraum in Sachsen hin. Anmerkung: Dieses Verbandsabzeichen führt die Brigade seit 2008. Dieses Verbandsabzeichen führte sie auch als erstes Verbandsabzeichen. |
| Verbandsabzeichen | Panzergrenadierbrigade 37 (alt) Blasonierung: Rot bordiert, ... Bedeutung: Wie oben. Roter Bord ist möglicherweise (wie im Bereich der alten zwölf Division vor 1989) Hinweis auf die Stellung als „zweite“ Brigade. Beispielsweise war im Heer der Zukunft die Panzergrenadierbrigade 37 (damals noch Jägerbrigade 37) neben der Panzerbrigade 12 und Panzergrenadierbrigade 38 tatsächlich die Brigade mit der zweithöchsten Ziffer im Kommandobereich der 11. Panzergrenadierdivision. Anmerkung: Dieses Verbandsabzeichen führte die Brigade bis 2008 (→ später und davor wie oben), frühestens aber ab 2001, als die Division dieses Verbandsabzeichen annahm. Die Systematik dieses Verbandsabzeichen gleicht nicht den anderen im Bereich der neu nach 1989 aufgestellten „ostdeutschen“ Divisionen, die sonst weder einen unifarbenen Bord aufwiesen noch Motive des Divisionsverbandsabzeichens ins Verbandsabzeichen der Brigade übernahmen (wie noch die ursprünglichen 36 Brigaden des Feldheeres). |
| Verbandsabzeichen | Panzergrenadierbrigade 37 (nicht verifiziert) Blasonierung: Rot bordiert, ... mit elfmal von Schwarz und Gold geteilten Feld .... Anmerkung: Dieses Verbandsabzeichen wurde nachweislich auch gewebt und ist analog dem älteren Design des Verbandsabzeichen der Division gestaltet. Es stammt also möglicherweise aus der Zeit vor 2001 als die Division ihr aktuelles Verbandsabzeichen annahm, vermutlich wurde dieses Abzeichen aber nie in der Truppe getragen. Ob es sich um eine Fehlproduktion oder eine ex-post Fälschung handelt, ist unklar. Diese produzierten Verbandsabzeichen weisen auch eine ungewöhnliche und vom Divisionsabzeichen abweichende elfmalige Teilung auf. Dem steht auch die heraldische Tradition entgegen, dass die typisch „sächsische“ schwarz-goldene Feldteilung entweder neun- oder zehnmalig erfolgt. |
| Verbandsabzeichen | Panzergrenadierbrigade 38 Blasonierung: Von einer silbernen Kordel mit eingeflochtenem schwarzen Faden gefasst, im geteilten Schild, oben zehnmal geteilt, die Farben Schwarz über Gold, schrägrechts belegt mit einem grünen Rautenkranz sowie links – in Höhe der oberen fünf Teilungen – im silbernen Freifeld einen schwarzen Adler mit goldener Bewehrung und roter Zunge. Das untere Feld zeigt in Silber einen schreitenden schwarzen Bären auf einer schwarzgefugten roten Zinnenmauer. Dem Schild auf der Herzstelle aufgelegt das Eiserne Kreuz (schwarzes Kreuz in Tatzenform mit silbernen Rand). Bedeutung: Ähnlich Wappen Sachsen-Anhalts: Adler (→ preußischer Adler für ehemalige preußische Provinz Sachsen); Bär (→ askanischer Bär → für Freistaat Anhalt); Eisernes Kreuz (→ Hoheitszeichen des Heeres. Geht zurück auf alte preußische Kriegsauszeichnung); sonst wie oben. Verbandsabzeichen weist auf Stationierungsraum in Sachsen-Anhalt hin. Bemerkung: Der märkische bzw. preußische Adler auch im Verbandsabzeichen der 14. Panzergrenadierdivision und Panzerbrigade 42. Zum Problem der Tingierung des Rautenkranzes in von Schwarz und Gold geteilten Feld (im Landeswappen übrigens in anderer Reihenfolge), siehe oben. Daneben verstößt auch das Tatzenkreuz gegen die heraldischen Farbregeln, da Metall großflächig an Metall grenzt. |
| Verbandsabzeichen | Panzerbrigade 39 Blasonierung: Von einer silbernen Kordel mit eingeflochtenem schwarzen Faden gefasst, in Blau ein aufrecht stehender, achtfach rot-silbern gestreifter, goldgekrönter und goldbewehrter Löwe umgeben von acht silbernen Sternen. Bedeutung: Wie Thüringer Landeswappen: Sterne (→ für die sieben Staaten aus denen das „erste“ Thüringen 1920 entstand (vgl. Thüringer Wappen von 1920) + ein Stern für die 1945 nach Thüringen umgegliederten Gebiete (wie erstmals im Wappen Wappen von 1945–1952)); sonst wie oben. Verbandsabzeichen weist auf Stationierungsraum in Thüringen hin. |

#### 14. Panzergrenadierdivision
Wie auch bei der 13. Panzergrenadierdivision knüpft die Gestaltung des Verbandsabzeichens der nach der Wiedervereinigung neu aufgestellten 14. Panzergrenadierdivision nicht an die Gestaltung der stringenten Verbandsabzeichen im Heer vor 1989 an. Die Motivwahl aller Verbandsabzeichen im Bereich der Division ist uneinheitlich. Auch der Rand ist nun bei allen Verbandsabzeichen der Brigaden als schwarz durchwirkte silberne Kordel ausgestaltet. Ein Grund mag die Aufstellung als Heimatschutzbrigaden sein, die sich in ihrer heraldischen Darstellung nicht an der alten Systematik des Feldheeres orientierte; man wählte jedoch auch keinen grünen Bord wie bei den Verbandsabzeichen der „alten“ Heimatschutzbrigaden. Im Vordergrund steht bei der Motivwahl die Anknüpfung an die heraldische Tradition des Stationierungsraumes.
| Verbandsabzeichen | 14. Panzergrenadierdivision Blasonierung: Von einer silbernen Kordel mit eingeflochtenem schwarzen Faden gefasst, geteilt zu Gold, Rot, Silber, Blau ein nach rechts blickender, mit goldenen Kleestengeln auf den Flügeln gezierter, rotgezungter, rotbewehrter schwarzer Adler. Bedeutung: Adler (→ ähnlich Märkischer Adler im Wappen Brandenburgs und im Mecklenburg-Vorpommerns, hier aber in schwarz tingiert wie der preußische Adler → für die ehemals preußischen Territorien in Nordostdeutschland). Schildteilung angelehnt an die Tingierung der Schildteilungen der Verbandsabzeichen der unterstellten Brigaden. Alle Farben und Metalle (Blau, Silber sowie Gold und Silber) tauchen erneut auf; es sind die Farben aus den Flaggen Brandenburgs und Mecklenburg-Vorpommerns. Verbandsabzeichen steht für den Stationierungsraum in Nordostdeutschland. Anmerkung: Tingierung verstößt gegen die heraldische Farbregel, denn das Schwarz des Adlers stößt großflächig an die Farben Rot und Blau. Um die Regel nicht zu verletzen, steht daher der schwarze preußische oder rote märkische Adler für gewöhnlich im silbernen Schild. Der märkische bzw. preußische Adler auch im Verbandsabzeichen der Panzergrenadierbrigade 38 und Panzerbrigade 42. |
| Verbandsabzeichen | Panzergrenadierbrigade 40 Blasonierung: Von einer silbernen Kordel mit eingeflochtenem schwarzen Faden gefasst, geteilt zu Blau, Gold, Rot ein hersehender, gold gekrönter schwarzer Stierkopf mit aufgerissenem Maul, silbernen Zähnen, ausgeschlagener roter Zunge, in sieben Spitzen abgerissenem Halsfell und silbernen Hörnern. Bedeutung: Tingierung und Stierkopf wie mecklenburgische Flagge, Stierkopf auch im Wappen Mecklenburg-Vorpommerns. Verbandsabzeichen steht für den Stationierungsraum in Mecklenburg. |
| Verbandsabzeichen | Panzergrenadierbrigade 41 Blasonierung: Von einer silbernen Kordel mit eingeflochtenem schwarzen Faden gefasst, gespalten von Blau und Silber, ein aufgerichteter, gold bewehrter roter Greif. Bedeutung: Motiv und Tingierung wie Wappen und Flagge der Provinz Pommern (→ steht für Vorpommern). Verbandsabzeichen steht für den Stationierungsraum. Anmerkung: Tingierung verstößt gegen die heraldische Farbregel, denn das Rot des Greifs stößt großflächig an die Farbe Blau. |
| Verbandsabzeichen | Panzerbrigade 42 Blasonierung: Von einer silbernen Kordel mit eingeflochtenem schwarzen Faden gefasst, gespalten von Rot und Silber, aufgelegt ein silberner Schild, darin ein nach rechts blickender, mit goldenen Kleestengeln auf den Flügeln gezierter, goldbewehrter roter Adler. Bedeutung: Ähnlich rot-silberne Flagge Brandenburgs: Adler (→ Märkischer Adler in silbernem Feld wie im Wappen Wappen Brandenburgs). Verbandsabzeichen steht für den Stationierungsraum Brandenburg. Anmerkung: Der märkische bzw. preußische Adler auch im Verbandsabzeichen der 14. Panzergrenadierdivision und Panzergrenadierbrigade 38. |

#### Division Spezielle Operationen
| Verbandsabzeichen | Division Spezielle Operationen Blasonierung: Von einer silbernen Kordel mit eingeflochtenem schwarzen Faden gefasst, in Blau eine aufrecht gestellter schwarze Pfeilspitze, bestehend aus gekerbten Schaft und den beiden Flügeln, belegt mit einem stürzenden, goldenen Adler. Bedeutung: Adler (→ ähnlich Barettabzeichen Fallschirmjägertruppe, die den infanteristischen Kern der Division stellt. Wurde bereits als Symbol ähnlich bei der Wehrmacht angewendet → steht für die Luftlandefähigkeit und Kampfstärke der Truppe); Pfeil (→ ähnlich bei taktischem Zeichen für Spezialkräfte → symbolisiert nach oben zeigendes Schwert → das Schwert als Symbol wird weltweit im Umfeld von Spezialkräften genutzt, so auch beim Barettabzeichen des Kommandos Spezialkräfte). Anmerkung: Verstoß gegen die heraldisch korrekte Tingierung (hier in Blau schwarzer Pfeil: Farbe grenzt an Farbe). Bei den unterstellten Truppenteilen lösten die Verbandsabzeichen dieses Typs um 2001 die bis dahin genutzten der aufgelösten 1. Luftlandedivision ab. Wie auch dort, symbolisieren die Verbandsabzeichen nicht den Stationierungsraum der Division – die ohnehin sehr weiträumig disloziert ist – sondern verdeutlichen die Fähigkeiten und Funktionen der Divisionen. |
| Verbandsabzeichen | Kommando Spezialkräfte Blasonierung: Silbern bordiert, in Blau eine aufrecht gestellter schwarze Pfeilspitze, bestehend aus gekerbten Schaft und den beiden Flügeln, belegt mit einem stürzenden, goldenen Adler. Anmerkung: Das Kommando Spezialkräfte führte als „Nachfolgeverband“ der Luftlandebrigade 25 die Tradition als „erste Brigade“ fort und erhielt daher den weißen Bord. |
| Verbandsabzeichen | Luftlandebrigade 26 Blasonierung: Rot bordiert, ... |
| Verbandsabzeichen | Luftlandebrigade 31 Blasonierung: Gold bordiert, ... Anmerkungen: Die Luftlandebrigade 31 führte als „Nachfolgeverband“ der Luftlandebrigade 27 das Verbandsabzeichen fort. Aufgrund ihrer Ordnungszahl (größte Ordnungszahl einer Brigade der Division Spezielle Operationen) galt die Luftlandebrigade 31 auch weiterhin als „dritte Brigade“, so dass auch der Bord übernommen wurde. |

#### Division Schnelle Kräfte
| Verbandsabzeichen | Division Schnelle Kräfte Blasonierung: Von einer silbernen Kordel mit eingeflochtenem schwarzen Faden gefasst, in silber eine aufrecht gestellter schwarze Pfeilspitze, bestehend aus gekerbten Schaft und den beiden Flügeln, belegt mit einem stürzenden, goldenen Adler. Bedeutung: grauer Schild (→ im Zuge der Eingliederung der Hubschrauberregimenter übernommen vom Verbandsabzeichen der im Gegenzug aufgelösten Division Luftbewegliche Operationen → Waffenfarbe der Heeresfliegertruppe); sonst wie Division Spezielle Operationen, vgl. oben Anmerkung: Bei den in der Truppe getragenen Ärmelaufnähern der Division wird der Schild fast ausschließlich in Grau (statt weiß oder mittels echt-silbernen Metallfäden) dargestellt. Verstoß gegen die heraldisch korrekte Tingierung (hier: Gold grenzt an Silber (Metall grenzt an Metall) bzw. schwarzer Pfeil in Grau (Farbe grenzt an Farbe)). Das Verbandsabzeichen nimmt keinen Bezug auf den Stationierungsraum der Division – die ohnehin sehr weiträumig disloziert ist – sondern verdeutlichen die Fähigkeiten und Funktionen der Divisionen. |
| Verbandsabzeichen | Kommando Spezialkräfte Anmerkung: unverändert, wie oben als Teil der Division Spezielle Operationen |
| Verbandsabzeichen | Luftlandebrigade 1 Blasonierung: Silbern bordiert, in silber eine aufrecht gestellter schwarze Pfeilspitze, bestehend aus gekerbten Schaft und den beiden Flügeln, belegt mit einem stürzenden, goldenen Adler. Bedeutung: silberner Bord (→ Erste Brigade der Division. Nach längerer Zeit wird hier wieder auf die traditionelle Bordierungssystematik des Heeres wie vor 1989 durchgängig zurückgegriffen); sonst wie oben |

#### Division Luftbewegliche Operationen
| Verbandsabzeichen | Division Luftbewegliche Operationen Blasonierung: Von einer silbernen Kordel mit eingeflochtenem schwarzen Faden gefasst, mit bordeauxrotem Inbord, in Silber ein auffliegender schwarzer Adler, die Schwingen nach oben streckend, mit Schwert in Schattenfarbe über einem bordeauxroten, breiten und raumüberspannenden Pfeil. Bedeutung: Adler mit Schwert (→ Hinweis auf die Luftbeweglichkeit und Schlagkraft → ausgebreitete Schwingen mit Schwert ähnlich wie Barettabzeichen der Heeresfliegertruppe, die den Kern der Division stellen); Pfeil (→ Hinweis auf die Luftbeweglichkeit, die raumüberspannende Operationen ermöglicht); Bordeauxrot (→ Barettfarbe der Heeresfliegertruppe). Verbandsabzeichen steht für die Funktion und Fähigkeiten der Division. Anmerkung: Bei den in der Truppe getragenen Ärmelaufnähern der Division wird der Schild fast ausschließlich in Grau (statt weiß oder mittels echt-silbernen Metallfäden) dargestellt. Die zeitliche Reihenfolge der Aufstellung der Division und ihrer Brigaden legt nahe, dass der Adler ursprünglich aus dem Verbandsabzeichen der Heeresfliegerbrigade 3 stammt. Auch der Adler im Verbandsabzeichen der Luftmechanisierten Brigade 1 wählte später den Adler und stand damit ebenfalls Pate für das Verbandsabzeichen der Division Luftbewegliche Operationen. |
| Verbandsabzeichen | Luftbewegliche Brigade 1 (Luftmechanisierte Brigade 1) Blasonierung: Von einer silbernen Kordel mit eingeflochtenem schwarzen Faden gefasst, in Silber ein stilisierter auffliegender Adler, bestehend aus der Kontur von Kopf, oberer Brust und rechter, nach oben gestreckter Schwinge, in Schattenfarbe. Bedeutung: Adler (→ Hinweis auf die Luftbeweglichkeit → ausgebreitete Schwingen ähnlich wie Barettabzeichen der Heeresfliegertruppe, die den Kern der Division stellen). Verbandsabzeichen steht für die Funktion und Fähigkeiten der Brigade. Anmerkung: Bei den in der Truppe getragenen Ärmelaufnähern der Division wird der Schild fast ausschließlich in Grau (statt weiß oder mittels echt-silbernen Metallfäden) dargestellt. Die zeitliche Reihenfolge der Aufstellung der Brigaden legt nahe, dass der Adler ursprünglich aus dem Verbandsabzeichen der Heeresfliegerbrigade 3 stammt. Der Schild war nicht von einem unifarbenen Bord umgeben, wie sonst bei vor 1989 aufgestellten Brigaden, sondern wie sonst früher nur bei Divisionsabzeichen üblich von der beschriebenen Kordel. Grund mag sein, dass die Brigade bei ihrer Aufstellung zunächst keiner Division unterstellt wurde, sondern direkt – wie sonst früher nur Divisionen – dem IV. Korps. |
| Verbandsabzeichen | Heeresfliegerbrigade 3 Blasonierung: Von einer silbernen Kordel mit eingeflochtenem schwarzen Faden gefasst, in Blau ein silberner, linksgewendeter auffliegender Adler mit nach oben ausgestreckten Schwingen, in den Fängen ein roter Pfeil; die Pfeilspitze oben besteckt mit einem silbernen sechsspeichigen Rad. Bedeutung: Adler wie oben; Pfeil (→ wie oben das Schwert); Rad (→ a) im Heer Symbol für Transport und Logistik ähnlich wie im taktischen Zeichen der Transportverbände des Heeres → für die eingegliederten Transporthubschrauber der Heeresfliegertruppe b) ähnlich Mainzer Rad ähnlich Wappen von Rheinland-Pfalz). Verbandsabzeichen steht für Stationierungsraum und Fähigkeiten der Brigade. Anmerkung: Dieses Verbandsabzeichen war das erste der hier dargestellten Gruppe von Verbandsabzeichen. Der hier dargestellte Adler war also wohl Vorbild für die Adler in den Verbandsabzeichen der Luftbeweglichen Brigade 1 und zuletzt auch der Division Luftbewegliche Operationen. Durch das Mainzer Rad ist dieses Verbandsabzeichen das einzige dieser Gruppe, das einen Hinweis auf den Stationierungsraum erlaubt. Insgesamt entspricht dieses Verbandsabzeichen ganz überwiegend dem internen Verbandsabzeichen des Stabes des Heeresfliegerkommandos 3. Das ebenfalls in Mendig stationierte Heeresfliegerkommando 3 war der „Vorgänger“ der Heeresfliegerbrigade 3 (daher auch die Ziffer). Mendig liegt im Verbreitungsgebiet des Mainzer Rades, das ebenfalls auch einige der unterstellten Regimenter im internen Verbandsabzeichen führte. Auch das Wappen von Fritzlar, zweite große Garnison der Brigade, beinhaltete das Mainzer Rad. Auch das Wappen des Main-Tauber-Kreis, wo am Flugplatz Niederstetten weitere Truppenteile angesiedelt waren, griff auf dieses Motiv zurück. Der Schild war nicht von einem unifarbenen Bord umgeben, wie sonst bei vor 1989 aufgestellten Brigaden, sondern wie sonst früher nur bei Divisionsabzeichen üblich von der beschriebenen Kordel. Grund mag sein, dass die Brigade bei ihrer Aufstellung zunächst keiner Division unterstellt wurde, sondern direkt – wie sonst meist nur größere Großverbände – dem Heeresführungskommando. Roter Pfeil in blauen Feld ist ein Verstoß gegen die heraldischen Farbregeln. |

#### Deutsch-Französische Brigade
| Verbandsabzeichen | Deutsch-Französische Brigade Blasonierung: Von einer silbernen Kordel mit eingeflochtenem schwarzen Faden gefasst, in silber vier aneinandergeschobene Pfahlfäden; von rechts nach links: ein blauer unten schrägrechts verstutzter (abgekürzter) blauer Pfahlfaden, ein schwarzer oben schrägrechts verstutzter schwarzer Pfahlfaden, ein roter Pfahlfaden, ein goldener oben schrägrechts verstutzter Pfahlfaden; der blaue und schwarze Pfahlfaden reichen in die Herzreihe – die Spitze des goldenen Pfahlfadens reicht bis in die Ehrenreihe. Bedeutung: Silberne Kordel (→ Brigade ist keiner Division nachgeordnet und insofern auf Divisionsebene angeordnet); blau-weiß-rot (→Flagge Frankreichs); schwarz-rot-gold (→ Flagge Deutschlands); Flaggen (→ teilen sich die Farbe Rot → Symbol deutsch-französischer Verbundenheit) dieses bi-nationalen Verbandes mit deutschen und französischen Truppenkontingenten. Anmerkung: Weißer Schild (nicht weißes Feld der Trikolore) meist grau. Erstes Brigadebzeichen nach neuem Muster mit silberner Kordel |

### Heerestruppen
| Verbandsabzeichen | Heerestruppenkommando (auch: Heerestruppenbrigade) Blasonierung: Von einer silbernen Kordel mit eingeflochtenem schwarzen Faden gefasst, von Schwarz, Rot, Blau schräglinks geteilt, zwei schräggekreuzte silberne zweischneidige Schwerter mit goldenem Heft, gerader, goldener Parierstange und rundem, goldenen Knauf. Bedeutung: Gekreuzte Schwerter (→ altes Symbol für Heere weltweit, vgl. die Schirmmützen des Heeres); Schildteilung (→ Waffenfarben aller eingegliederter Truppengattungen, wobei zwischen den verschiedenen Rottönen nicht differenziert wird); Bord (→ wie bei Verbandsabzeichen der Divisionen → Heerestruppenkommando stand über den Brigaden war also ein Divisionsäquivalent) Bemerkung: Idee der Schildtingierung angelehnt an die Waffenfarbe wurde zuvor bereits beim Verbandsabzeichen des Heeresunterstützungskommandos – einer Art „Vorgänger“ des Heerestruppenkommandos – verwirklicht. Die Ähnlichkeit zum Verbandsabzeichen des Heeresunterstützungskommandos macht deutlich, dass konzeptionell das Heerestruppenkommando in der Tradition des Heeresunterstützungskommandos steht. Die Ähnlichkeit zum Verbandsabzeichen des Heeresamtes wiederum machte (wie bereits beim Verbandsabzeichen des Heeresunterstützungskommandos) deutlich, dass die Heerestruppen wie das Heeresamt zum Unterstützungsbereich des Heeres zählten. Die Ähnlichkeit der Gestaltung aller Verbandsabzeichen im Bereich des Heerestruppenkommandos spiegelt die truppendienstliche Unterstellung unter ein Kommando wider. Da Rot, Blau und Schwarz großflächig aneinander stoßen, gilt das Verbandsabzeichen als Verstoß gegen die heraldischen Farbregeln (im Übrigen genau wie bei der Flagge Ostfrieslands deren Ähnlichkeit aber sonst nur zufällig ist). Bord wurde aus Tradition auch nach Umgliederung zur brigadeäquivalenten Heerestruppenbrigade beibehalten. |
| Verbandsabzeichen | ABC-Abwehrbrigade 100 Blasonierung: Bordeauxrot bordiert, ... Bedeutung: Bordeauxroter Bord (→ Waffenfarbe der ABC-Abwehrtruppe); sonst wie oben |
| Verbandsabzeichen | Artilleriebrigade 100 Blasonierung: Hochrot bordiert, ... Bedeutung: Hochroter Bord (→ Waffenfarbe der Artillerietruppe); sonst wie oben |
| Verbandsabzeichen | Flugabwehrbrigade 100 Blasonierung: Korallenrot bordiert, ... Bedeutung: Korallenroter Bord (→ Waffenfarbe der Heeresflugabwehrtruppe); sonst wie oben |
| Verbandsabzeichen | Logistikbrigade 100 Blasonierung: Doppelt bordiert, außen ein breiter blauer Bord, innen schmal und silbern, ... Bedeutung: Blauer Bord (→ Waffenfarbe der Logistiktruppe); Silberner Bord (→ erste (=kleinste Ordnungszahl) von zwei Logistikbrigaden des Heerestruppenkommandos), vgl. Preußische Farbfolge; sonst wie oben Anmerkung: Dies war das letzte Mal, dass man die Reihenfolge der Brigaden, gemäß dem vor 1989 durchgängig üblichen Schema „Silber-Rot-Gold“ kennzeichnete |
| Verbandsabzeichen | Logistikbrigade 200 Blasonierung: Doppelt bordiert, außen ein breiter blauer Bord, innen schmal und rot, ... Bedeutung: Roter Bord (→ zweite (= höherzahlige) von zwei Logistikbrigaden des Heerestruppenkommandos); sonst wie oben |
| Verbandsabzeichen | Pionierbrigade 100 Blasonierung: Schwarz bordiert, ... Bedeutung: Schwarzer Bord (→ Waffenfarbe der Pioniertruppe); sonst wie oben |

## Ausbildungseinrichtungen und Lehrtruppenteile
Die meisten Ausbildungseinrichtungen im Heer (Truppenschulen und Zentren) erhielten eigene Verbandsabzeichen. Sie waren dem Heeresamt nachgeordnet und ihre Verbandsabzeichen ähnelten daher dem Verbandsabzeichen des Heeresamtes sehr. Zugeordnete Lehrtruppenteile, darunter als prominentes Beispiel die Panzerlehrbrigade 9, aber auch Lehrbataillone, Lehrregimenter usw. wiesen häufig an „ihre“ Truppenschule angelehnte Verbandsabzeichen auf. In diesen Fällen trugen die Lehrtruppenteile also nicht das Verbandsabzeichens ihres eigentlich truppendienstlich übergeordneten Verbandes, sondern diese besonderen Verbandsabzeichen. Später wurde diese Systematik aufgegeben und die Verbandsabzeichen liefen (alle?) aus, so dass die Lehrtruppenteile heute (ausnahmslos?) das gewöhnliche Abzeichen ihres übergeordneten Großverbandes führen. Eines der letzten getragenen Verbandsabzeichen dieser Art war wohl das Verbandsabzeichen der Panzerlehrbrigade 9, das allerdings auch von allen unterstellten Lehrtruppenteilen verschiedener Truppengattungen ausnahmslos getragen wurde.
Im Folgenden werden in der ersten Spalte die Verbandsabzeichen der Truppenschule dargestellt, während die zweite Spalte das Verbandsabzeichen der zugeordneten Lehrtruppenteile zeigt.
| Verbandsabzeichen | Verbandsabzeichen | Offizierschule des Heeres und Unteroffizierschule des Heeres (u. a.) Blasonierung: Von einer silbernen Kordel mit eingeflochtenem schwarzen Faden gefasst, in Rot zwei schräggekreuzte silberne zweischneidige Schwerter mit goldenen Heft, gerader Parierstange und rundem Knauf unten begleitet von einem silbernen Großbuchstaben S. Bedeutung: S (→ Schule); Kordel (→ die beiden Schulen waren Mutterhaus des Führernachwuchses des Heeres und gewissermaßen „höchste“ Ausbildungsstätte im Heer, daher eine silberne Kordel um die besondere Stellung zu verdeutlichen (alle anderen Truppenschulen wiesen keine metallfarbenen Kordeln auf) → da alle Truppengattungen ausgebildet wurden, wäre eine Umrandung in Waffenfarbe einer Truppengattung (wie unten) nicht sinnvoll); sonst wie Heeresamt (siehe oben) Bemerkung: Getragen auch bei Fachschule des Heeres für Erziehung und Wirtschaft sowie Schule für Personal in integrierter Verwendung Lehrbataillone mit entsprechenden Verbandsabzeichen wiesen die in drei Standorten (Hannover, Hamburg/Husum, München) dislozierten Heeresoffizierschulen nur bis etwa in die 1970er Jahre auf. |
| Verbandsabzeichen | Verbandsabzeichen | Schule ABC-Abwehr und Gesetzliche Schutzaufgaben Blasonierung: Bordeauxrot bordiert, in Rot zwei schräggekreuzte silberne zweischneidige Schwerter mit goldenen Heft, gerader Parierstange und rundem Knauf unten begleitet von einem silbernen Großbuchstaben S. ... unten begleitet von einem silbernen Großbuchstaben L. Bedeutung: Farbe des Bords (→ Waffenfarbe der ABC-Abwehrtruppe); L (→ Lehrtruppenteil); sonst wie oben Bemerkung: Beispiele für Lehrtruppenteile: ABC-Abwehrlehrbataillon 210 |
| Verbandsabzeichen | Verbandsabzeichen | Artillerieschule und Raketenschule der Artillerie Blasonierung: Hochrot bordiert, ... Bedeutung: Farbe des Bords (→ Waffenfarbe der Artillerietruppe); sonst wie oben Bemerkung: Beispiele für Lehrtruppenteile: Artillerielehrregiment 5, vgl. auch Raketenartillerielehrbataillone. Als die Raketenschule des Heeres als eigene Truppenschule ausgeplant war, führten diese Schule und unterstellte Lehrtruppenteile andersartige Verbandsabzeichen – siehe unten. |
| Verbandsabzeichen | Verbandsabzeichen | Heeresaufklärungsschule und Ausbildungszentrum Spezielle Operationen Blasonierung: Goldgelb bordiert, ... Bedeutung: Farbe des Bords (→ Waffenfarbe der Heeresaufklärungstruppe); sonst wie oben Bemerkung: Beispiele für Lehrtruppenteile: Fernspählehrkompanie 200 |
| Verbandsabzeichen | Verbandsabzeichen | Schule für Feldjäger und Stabsdienst der Bundeswehr Blasonierung: Orange bordiert, ... Bedeutung: Farbe des Bords (→ Waffenfarbe der Feldjägertruppe); sonst wie oben Bemerkung: Beispiele für Lehrtruppenteile: Lehr-/Feldjägerbataillon 761, Sonthofen |
| Verbandsabzeichen | Verbandsabzeichen | Ausbildungszentrum CIR Blasonierung: Zitronengelb bordiert, ... Bedeutung: Farbe des Bords (→ Waffenfarbe der Fernmeldetruppe); sonst wie oben Bemerkung: Beispiele für Lehrtruppenteile: Gebirgsfernmeldelehrkompanie (EloKa) 8, Luftlandefernmeldelehrbataillon 9 |
| Verbandsabzeichen | Verbandsabzeichen | Internationales Hubschrauberausbildungszentrum Blasonierung: Grau bordiert, ... Bedeutung: Farbe des Bords (→ Waffenfarbe der Heeresfliegertruppe); sonst wie oben Bemerkung: Beispiele für Lehrtruppenteile: Heeresfliegerversuchsstaffel 910 |
| Verbandsabzeichen | Verbandsabzeichen | Heeresflugabwehrschule und Ausbildungszentrum Heeresflugabwehrtruppe Blasonierung: Korallenrot bordiert, ... Bedeutung: Farbe des Bords (→ Waffenfarbe der Heeresflugabwehrtruppe); sonst wie oben Bemerkung: Beispiele für Lehrtruppenteile: Flugabwehrlehrbataillon 610 |
| Verbandsabzeichen | Verbandsabzeichen | Infanterieschule Blasonierung: Grün bordiert, ... Bedeutung: Farbe des Bords (→ Waffenfarbe der Infanterie); sonst wie oben Bemerkung: Auch nachgeordnete Gebirgs- und Winterkampfschule. Da die Panzergrenadiertruppe einst ebenfalls zur Infanterie zählte, auch damals Verbandsabzeichen der Panzergrenadierlehrbataillone. Beispiele für Lehrtruppenteile: Panzergrenadierlehrbataillon 353 / Jägerlehrbataillon 353. |
| Verbandsabzeichen | Verbandsabzeichen | Luftlande-/Lufttransportschule Blasonierung: Von einer grünen Kordel mit eingeflochtenem silbernen Faden gefasst, ... Bedeutung: Farbe des Bords (→ grün: Waffenfarbe der Fallschirmjägertruppe → silber: unbekannt, aber möglicherweise Hinweis auf Lehrgänge für Luftlandetruppen anderer Truppengattungen); sonst wie oben Bemerkung: Beispiele für Lehrtruppenteile: Luftlande-Lehr- und Versuchskompanie 909. Die beiden Ausführungen (silberner oder schwarzer eingeflochtener Faden) werden ausdrücklich in verschiedenen ZDv beschrieben. Ob die Version mit schwarzem Faden jemals produziert und in der Truppe getragen wurde, ist unbekannt. |
| Verbandsabzeichen |                   | Luftlande-/Lufttransportschule (Alternative) Blasonierung: Von einer grünen Kordel mit eingeflochtenem schwarzen Faden gefasst, ... |
| Verbandsabzeichen | Verbandsabzeichen | Logistikschule der Bundeswehr und Technische Schule des Heeres Blasonierung: Mittelblau bordiert, ... Bedeutung: Farbe des Bords (→ Waffenfarbe der Heereslogistiktruppen); sonst wie oben Bemerkung: Beispiele für Lehrtruppenteile: Instandsetzungs-Lehr- und Versuchskompanie 901 |
| Verbandsabzeichen | Verbandsabzeichen | Schule gepanzerte Kampftruppen und Panzertruppenschule Blasonierung: Rosa bordiert, ... Bedeutung: Farbe des Bords (→ Waffenfarbe der Panzertruppe); sonst wie oben Bemerkung: Dieses Verbandsabzeichen trugen lange Zeit auch alle Truppenteile der Panzerlehrbrigade 9 unabhängig von ihrer Truppengattung oder Lehrauftrag, darunter mehrere Panzerlehrbataillone und eine Panzerjägerlehrkompanie, die das Verbandsabzeichen mit dem rosa Bord ohnehin getragen hätten, da es ihrer Waffenfarbe und ihrem Auftrag als Lehrtruppenteil der Panzertruppenschule entsprach. Vermutlich auch Panzeraufklärungslehrbataillon 11 (Panzeraufklärungstruppe wurde an der Panzertruppenschule ausgebildet). Die Panzertruppenschule übernahm dieses Verbandsabzeichen, obwohl unterstellte Bereich auch andere Borde in anderer Waffenfarbe aufweisen, vgl. umstehend. |
| Verbandsabzeichen | Verbandsabzeichen | Pionierschule Blasonierung: Schwarz bordiert, ... Bedeutung: Farbe des Bords (→ Waffenfarbe der Pioniertruppe); sonst wie oben Bemerkung: Beispiele für Lehrtruppenteile: Pionierlehrbataillon 220. Kampfmittelabwehrschule |
| Verbandsabzeichen | Verbandsabzeichen | Raketenschule des Heeres Blasonierung: Von einer mittelblauen-hochroten Kordel gefasst, ... Bedeutung: Kordel (→ hochrot: Waffenfarbe der (Raketen-)Artillerietruppe; mittelblau: nicht genau bekannt, aber möglicherweise Hinweis auf technische Ausbildungsinhalte (möglicherweise für das Personal der Technischen Bataillone Sonderwaffen), möglicherweise aber auch auf eine (truppendienstliche) Verflechtung mit der im selben Raum stationierten Schule Technische Truppe); sonst wie oben Bemerkung: Die Raketenschule der Artillerie und entsprechend zugeordnete Lehrtruppenteile trugen andere Verbandsabzeichen – siehe oben. Beispiele für Lehrtruppenteile: Raketenartilleriebataillon 72, vgl. auch Raketenartillerielehrbataillone. |
|                   | Verbandsabzeichen | Lehrtruppenteile Sanitätstruppe Blasonierung: Dunkelblau bordiert, ... Bedeutung: Farbe des Bords (→ Waffenfarbe der Sanitätstruppe); sonst wie oben Bemerkung: Beispiele für Lehrtruppenteile: Sanitätslehrbataillon 851 Zentrale Schule des Bundeswehr für Sanitätskräfte war ab 1958 die Sanitätsschule der Bundeswehr, die heute in die Sanitätsakademie der Bundeswehr überführt wurde. Stammpersonal der Sanitätsschule trug daher das Verbandsabzeichen der Zentralen Sanitätsdienststellen bzw. mittlerweile das des Sanitätsamts; ein Verbandsabzeichen „blauer Bord, gekreuzte Schwerter, Letter S“ existierte also nicht. |
| Verbandsabzeichen |                   | Ausbildungszentrum Spezielle Operationen, Blasonierung: Von einer grün-bordeauroten Kordel gefasst, ... Bedeutung: Kordel (→ grün: Waffenfarbe der Fallschirmjägertruppe und Spezialkräfte, die die Masse der deutschen Lehrgangsteilnehmer stellen; bordeauxrot: Barettfarbe der Luftlandebrigaden, Fernspähtruppe und vieler Luftlandetruppen und Spezialkräfte weltweit → wie grüne Kordel Hinweis auf die Herkunft der Lehrgangsteilnehmer); sonst wie oben. Bemerkung: Zugeordnet (sogar truppendienstlich zeitweise unterstellt) als (Lehr-)truppenteil war die Fernspählehrkompanie 200. Die Angehörigen der Kompanie trugen jedoch vermutlich kein korrespondierendes Verbandsabzeichen, sondern die längste Zeit das Verbandsabzeichen des II. Korps bzw. als Lehrtruppenteil der Fernspähschule bzw. des Ausbildungszentrums Heeresaufklärungstruppe deren entsprechend golggelb bordierte Verbandsabzeichen. |
| Verbandsabzeichen |                   | Vereinte Nationen Ausbildungszentrum Bundeswehr Blasonierung: Hellblau bordiert, ... ... unten begleitet von einem silbernen lateinischen Großbuchstaben A Bedeutung: hellblau (→ VN-Blau (→ Grundfarbe der Flagge der Vereinten Nationen und der „Blauhelme“)); sonst wie oben Ausbildungskommando. Bemerkung: seit Januar 2014 eigenes Verbandsabzeichen (vorher grün bordiert mit „S“ wie die truppendienstlich übergeordnete Infanterieschule). |

## Zentraler Sanitätsdienst
Vor Ausplanung des Zentralen Sanitätsdienstes der Bundeswehr waren die meisten Sanitätskräfte im Heer in „reguläre“ Verbände integriert und trugen entsprechend deren Verbandsabzeichen. Nur Heeressoldaten im Bereich der Zentralen Sanitätsdienststellen wiesen auch schon im „alten“ Heer ein besonderes Verbandsabzeichen auf. Mit Ausplanung des Zentralen Sanitätsdienstes der Bundeswehr wurden für die dortigen Heeresuniformträger neue Verbandsabzeichen geschaffen, die im Folgenden dargestellt werden.
| Verbandsabzeichen | Sanitätsführungskommando Blasonierung: Doppelt bordiert, außen ein schmaler roter Bord, innen ein breiter Bord bestehend aus einer goldenen Kordel mit eingeflochtenem schwarzen Faden, in Blau mit schmalem silbernen Inbord ein aufrechter silberner Stab, um den sich eine silberne Schlange windet (Äskulapstab), oben vorne begleitet von einem grauen Tatzenkreuz (Eisernes Kreuz), dessen gebogenen Außenlinien der Kreuzarme von einem silbernen Rand begrenzt. Bedeutung: Blauer Schild (→ Waffenfarbe der Sanitätstruppe, vgl. auch Bord der ehemaligen Zentralen Sanitätsdienststellen); Kreuz (ähnlich schwarz-silbernes Eisernes Kreuz → traditionelles Hoheitszeichen der Bundeswehr und früherer deutscher Streitkräfte → geht auf eine preußische Kriegsauszeichnung zurück); Äskulapstab (→ weltweit verbreitetes Symbol für den ärztlichen Stand → wie im Barettabzeichen der Sanitätstruppe); goldene Kordel (→ analog zum Heeresführungskommando ist das Sanitätsführungskommando größte Kommandobehörde im Zentralen Sanitätsdienst der Bundeswehr. Die goldene Kordel differenziert das Sanitätsführungskommando von den nachgeordneten Truppenteile (die vier Sanitätskommandos), deren Verbandsabzeichen (wie die Verbandsabzeichen der Divisionen unterhalb des Heeresführungskommandos) eine silberne Kordel aufwiesen); roter Bord (→ Bedeutung unbekannt, aber wie nachgeordnete Sanitätskommandos als Hinweis auf die truppendienstliche Verbindung); silberner Inbord (→ Bedeutung unbekannt, aber Element aller Verbandsabzeichen im Bereich des Zentralen Sanitätsdienstes der Bundeswehr) Bemerkung: Insgesamt ähneln sich alle Verbandsabzeichen beim Zentralen Sanitätsdienst der Bundeswehr stark (blauer Schild, Äskulapstab, Eisernes Kreuz), so dass die Zusammenfassung in einem Organisationsbereich auch heraldisch deutlich wird. Die Darstellung des Tatzenkreuzes erfolgt beim gewebten oder gestickten Ärmelaufnäher erfolgt wie blasoniert, obwohl grau aus heraldischer Sicht üblicherweise silber oder weiß dargestellt werden sollte, wobei dies zum ungewollten Effekt führte, dass kein Unterschied zwischen silbernen Rand und Innerem des Tatzenkreuzes mehr erkennbar wäre. Die Darstellung folgt hier nicht der üblichen Darstellung als "schwarzes Tatzenkreuz mit silbernen Rand" wie beim Hoheitszeichen der Bundeswehr, das also in der Tingierung unmittelbar an die preußische Kriegsauszeichnung angelehnt war und daher mit den Farben der Flagge Preußens korrespondierte; vielmehr ähnelt diese Darstellung dem Logo der Öffentlichkeitsarbeit der Bundeswehr. |
| Verbandsabzeichen | Sanitätsamt, Kommando Sanitätsdienst der Bundeswehr Blasonierung: In Blau mit Doppelinbord, außen ein breiter Inbord bestehend aus einer silbernen Kordel mit eingeflochtenem schwarzen Faden, innen ein schmaler silberner Inbord, ein aufrechter silberner Stab, um den sich eine silberne Schlange windet (Äskulapstab), oben vorne begleitet von einem grauen Tatzenkreuz (Eisernes Kreuz), dessen gebogene Außenlinien der Kreuzarme von einem silbern Rand begrenzt. Bedeutung: silberne Kordel (→ Sanitätsamt analog Heeresamt die kleinere der beiden oberen Kommandobehörden im Zentralen Sanitätsdienst der Bundeswehr und daher analog zum Heeresamt silbern gefasst, während das größere Kommando (Sanitätsführungskommando analog Heeresführungskommando) eine goldene Kordel aufwies); blauer Bord (→ wie Verbandsabzeichen der Zentrale Sanitätsdienststellen, deren ehemalige Einrichtungen oftmals im Sanitätsamt fortgeführt werden → Waffenfarbe der Sanitätstruppe); sonst wie oben. Anmerkung: Bei der textilen Ausfertigung für die Uniform, reicht der blaue Schild außen deutlich über die Kordel hinaus. Dies ist allerdings möglicherweise nur herstellungsbedingt (vgl. Nahtzugabe), also nicht Teil des eigentlichen Verbandsabzeichen, dessen äußersten Element andernfalls die silberne Kordel wäre. Bei vielen Divisionsabzeichen ist beispielsweise der Ärmelaufnäher von einem grauen Rand umgeben, der allerdings offensichtlich und nach ZDv nicht zum Verbandsabzeichen zählt und auf dem grauen Tuch der Uniform auch kaum auffällt. Beim Sanitätsamt (und unten bei den Sanitätskommandos) fällt der blaue Rand aber deutlich auf und zählt daher wahrscheinlich auch wie blasoniert zum Verbandsabzeichen. Das Kommando Sanitätsdienst der Bundeswehr führt dieses Verbandsabzeichen nach Auflösung des Sanitätsamtes fort. |
| Verbandsabzeichen | Sanitätskommando I Blasonierung: Vierfach bordiert von außen nach innen: schmaler blauer Bord, folgend ein breiter Bord bestehend aus einer silbernen Kordel mit eingeflochtenem schwarzen Faden, folgend ein schmaler roter Inbord, innen ein sehr schmaler silberner Bord; in Blau ein aufrechter silberner Stab, um den sich eine silberne Schlange windet (Äskulapstab), oben vorne begleitet von einem grauen Tatzenkreuz (Eisernes Kreuz), dessen gebogene Außenlinien der Kreuzarme von einem silbern Rand begrenzt, und unten hinten begleitet von der silbernen römischen Ziffer I. Bedeutung: Ziffer (→ analog der Verbandsabzeichen der ebenfalls für verschiedene römisch durchnummerierte Zuständigkeitsbereiche verantwortlichen Wehrbereichskommandos); roter Bord (→ Bedeutung unbekannt, aber Hinweis auf die Unterstellung unter das Sanitätsführungskommando, dessen Verbandsabzeichen das gleiche Element aufweist); sonst wie oben Bemerkung: Zum blauen Bord beachte Anmerkung oben zum Sanitätsamt |
| Verbandsabzeichen | Sanitätskommando II Blasonierung: ... unten hinten begleitet von der silbernen römischen Ziffer II. |
| Verbandsabzeichen | Sanitätskommando III Blasonierung: ... unten hinten begleitet von der silbernen römischen Ziffer III. |
| Verbandsabzeichen | Sanitätskommando IV Blasonierung: ... unten hinten begleitet von der silbernen römischen Ziffer IV. |